# Шкаровский, Михаил Витальевич
Михаи́л Вита́льевич Шкаро́вский (род. 16 августа 1961, Ленинград) — советский и российский историк, специалист в области истории Русской православной церкви XX века. Доктор исторических наук (1996), ведущий научный сотрудник и главный архивист Центрального государственного архива Санкт-Петербурга, преподаватель Санкт-Петербургского государственного института культуры, профессор Санкт-Петербургской духовной академии (2009), член научного совета Института сравнительных церковно-государственных исследований в Берлине, член Комиссии по канонизации новомучеников и исповедников Санкт-Петербургской епархии. Один из авторов «Большой российской энциклопедии» и «Православной энциклопедии».

## Биография
Родился 16 августа 1961 года в Ленинграде в семье капитана второго ранга.
В 1978 году окончил среднюю школу в городе Североморске Мурманской области (по месту службы отца). В 1984 году окончил исторический факультет Ленинградского государственного университета.
С августа 1984 года работает в Центральном государственном архиве Санкт-Петербурга в отделе публикации и научного использования документов. Начинал с должности архивиста 1-й категории, затем был старшим научным сотрудником, ведущим научным сотрудником и главным архивистом.
С 1989 года по настоящее время преподаёт в Санкт-Петербургском государственном институте культуры на факультете музееведения курс «Архивоведение и источниковедение».
В 1990 году окончил аспирантуру Ленинградского отделения Института истории СССР Академии наук СССР. В мае 1991 года защитил диссертацию на соискание учёной степени кандидата исторических наук по теме «Формирование трудовых коллективов в государственной промышленности СССР: на материалах Ленинграда в 1921—1927 гг.».
В 1994—1998 годах работал сотрудником научно-информационного центра «Мемориал» в Санкт-Петербурге, занимался сбором материалов о репрессиях против духовенства и мирян в Советском Союзе.
В октябре 1996 года защитил диссертацию на соискание учёной степени доктора исторических наук по теме «Русская Православная Церковь и религиозная политика Советского государства в 1939—1964 гг.».
С 1998 по 2000 год работал в архивах Германии, являясь стипендиатом научного фонда Александра Гумбольдта при Институте восточных церквей Вестфальского университета в Мюнстере.
С 1999 года по настоящее время — член научного совета Института сравнительных церковно-государственных исследований (Берлин).
С 2000 года по настоящее время — член комиссии по канонизации новомучеников Санкт-Петербургской епархии.
В 2002—2003 годах — профессор Санкт-Петербургского гуманитарного университета профсоюзов.
В 2005 году удостоен Макариевской премии за труд «Нацистская Германия и Православная Церковь (нацистская политика в отношении Православной Церкви и религиозное возрождение на оккупированной территории СССР)» и Анциферовской премии за книгу «Церковь зовёт к защите Родины. Религиозная жизнь Ленинграда и Северо-Запада в годы Великой Отечественной войны».
В 2007–2008 годы — преподаватель истории Русской православной церкви XX века в Православном народном университете (Санкт-Петербург).
С 1 октября 2009 года Михаил Шкаровский является профессором Санкт-Петербургской духовной академии, читает курсы лекций «Архивоведение и источниковедение» и «История русской церковной эмиграции», входит в учёный совет Академии.
В марте 2011 года вошёл в редакционную коллегию журнала «Церковно-исторический вестник» (Москва).
В сентябре 2011 года стал членом учёного совета при Общецерковной аспирантуре и докторантуре Московского патриархата.
25 декабря 2012 года постановлением Священного синода включён в состав новообразованного церковно-общественного совета по увековечению памяти новомучеников и исповедников Российских под председательством Патриарха Московского и всея Руси.
30 мая 2016 года приказом министерства образования и науки Российской Федерации включён в состав объединённого диссертационного совета Д 999.073.04 по теологии общецерковной аспирантуры и докторантуры имени святых равноапостольных Кирилла и Мефодия, Православного Свято-Тихоновского гуманитарного университета, Московского государственного университета имени М. В. Ломоносова и Российской академии народного хозяйства и государственной службы при Президенте Российской Федерации.

## Научные труды
- Проституция в Петербурге, 40-е гг. XIX в. — 40-е гг. XX в. — М.: Прогресс-Академия, 1994. — 224 с. (совместно с Н. Б. Лебиной)
- Русская православная церковь и Советское государство в 1943—1964 годах: От «перемирия» к новой войне. — СПб. : Изд. об-ние «ДЕАН+АДИА-М», 1995. — 216 с. — ISBN 5-88977-005-5
- Петербургская епархия в годы гонений и утрат 1917—1945. — СПб.: Лики России, 1995. — 207 с.
- Справочник по истории православных монастырей и соборов г. Санкт-Петербурга 1917—1945 гг. — СПб. : Изд. об-ние «ДЕАН+АДИА-М», 1996. — 157 с. — ISBN 5-88976-009-2 (в соавторстве с Н. Ю. Черепенина)
- Ленинградская область. История и современность. — СПб.: Лики России, 1997. — 304 с. (коллективная монография)
- История Русской Православной Церкви. От восстановления Патриаршества до наших дней. Том I 1917—1970. — СПб.: Воскресение, 1997. — 1020 стр. (коллективная монография)
- Собор святителя Николая и Богоявления Господня (исторический очерк). — СПб.: Алмаз, 1998. — 255 с. (совместно с Е. В. Исаковой и прот. Богданом Сойко).
- Иосифлянство: течение в Русской Православной Церкви. — СПб.: Научно-информационный центр «Мемориал», 1999. — 399 с.
- Обновленческое движение в Русской Православной Церкви XX века. — СПб.: Нестор, 1999. — 100 с.
- Русская Православная Церковь при Сталине и Хрущеве (Государственно-церковные отношения в СССР в 1939—1964 годах). — М.: Крутицкое Патриаршее подворье, 1999. — 400 стр.
  - Русская православная церковь при Сталине и Хрущеве: (государственно-церковные отношения в СССР в 1939—1964 г.). — М.: Крутицкое патриаршее подворье : О-во любителей церковной истории, 2000. — 399 с.
  - Русская Православная Церковь при Сталине и Хрущеве: (государственно-церковные отношения в СССР в 1939—1964 г.). — М.: Изд-во Крутицкого подворья : О-во любителей церковной истории, 2005. — 423 с.
- Свято-Иоанновский ставропигиальный женский монастырь : История обители / Авт.-сост. М. В. Шкаровский. — СПб. : LOGOS, 1998. — 522 с. — ISBN 5-87288-167-3
- Собор Владимирской иконы Божией Матери (Исторический очерк). — СПб.: Алмаз, 2000. — 223 с. (совместно с Е. В. Исаковой).
- Нацистская Германия и Православная церковь: (нацистская политика в отношении Православной церкви и религиозное возрождение на оккупированной территории СССР). — М.: Крутицкое Патриаршее подворье : О-во любителей церковной истории, 2002. — 521 с. — ISBN 5-7873-0035-5
- Никольский морской собор и другие морские храмы Санкт-Петербурга. — СПб. : Паритет, 2003 (ГИПК Лениздат). — 253 с. — (Храмы Санкт-Петербурга). — ISBN 5-93437-163-0. (совместно с Е. В. Исаковой).
- Александро-Невское братство, 1918—1932 годы: Новомученикам Российским посвящается. — СПб. : Православный Санкт-Петербург, 2003. — 269 с.
- La croce e il potere. La Chiesa russa sotto Stalin e Chruschtschew, Bergamo: R.C. Edizioni La Casa di Matriona, 2003. — 286 p. (на итальянском языке).
- Собор на Владимирской и храмы придворной слободы Санкт-Петербурга. — СПб.: Паритет, 2004. — 256 с. (совместно с Е. В. Исаковой).
- Храмы Кронштадта. — СПб. : Паритет, 2004. — 381 с. — (Храмы Санкт-Петербурга). — ISBN 5-93437-192-4 (совместно с Е. В. Исаковой).
  - Храмы Кронштадта. — СПб. : Паритет, 2005. — 381 с. — (Храмы Санкт-Петербурга). — ISBN 5-93437-192-4.
  - Храмы Кронштадта. — Санкт-Петербург : Паритет, 2013. — 382 с. — ISBN 978-5-93437-399-4
- Die Kirchenpolitik des Dritten Reiches gegenüber den orthodoxen Kirchen in Osteuropa (1939—1945). LIT Verlag Münster. 2004. — 286 S. (на немецком языке)
- Князь-Владимирский собор. Краткий исторический очерк. СПб.: Князь-Владимирский собор, 2005. — 62 с. (совместно с А. Галкиным и А. Берташ)
- Церковь зовет к защите Родины. Религиозная жизнь Ленинграда и Северо-Запада в годы Великой Отечественной войны, 1941—1945. — СПб.: Сатисъ, 2005. — 622 с.
- Свято-Троицкая Александро-Невская лавра: [юбилейное издание]. — Санкт-Петербург : Арт Деко, 2012. — 415 с. — ISBN 978-5-89576-036-9 : 1500 экз. (на русском и английском языках)
- Судьбы иосифлянских пастырей. Иосифлянское движение Русской Православной Церкви в судьбах его участников. — СПб.: Сатисъ, 2006. — 590 стр.
- Воскресенский Новодевичий монастырь. — СПб.: Арт Деко, 2007. — 256 с. (совместно с Е. В. Исаковой).
- Крест и свастика. Нацистская Германия и православная церковь. — Москва: Вече, 2007. — 505 с. — (Военные тайны XX века). — ISBN 978-5-9533-2083-2.
- Приемлю и ничесоже вопреки глаголю: издано в честь 45-летия хиротонии во епископы митрополита Санкт-Петербургского и Ладожского Владимира. — Санкт-Петербург : Арт Деко, 2007. — 167 с. — ISBN 978-5-89576-018-5
- Собор Святой Живоначальной Троицы лейб-гвардии Измайловского полка. СПб.: Арт Деко, 2009. — 304 с. (совместно с Е. В. Исаковой).
- «На земле была одна столица…». — СПб. : Сатисъ : Держава, 2009. — 632 с.
- История русской церковной эмиграции. — Санкт-Петербург: Алетейя, 2009. — 358 с. — (Богословская и церковно-историческая библиотека). — ISBN 978-5-91419-170-9.
- Русские обители Афона и Элладская Церковь в XX веке. — М.: Индрик, 2010. — 80 с. — (Русский Афон; вып. 7). — ISBN 978-5-91674-99-8.
- Русская Православная Церковь в XX веке. — М.: Вече; Лепта, 2010. — 480 с. — ISBN 978-5-9533-2963-7.
- Город на все времена. — СПб.: Издательство Дмитрия Буланина, 2010. — 408 с. — ISBN 978-5-86007-638-9.
- Храм Спаса Нерукотворного Образа на Конюшенной площади. - СПб., 2010 (совместно с Г. Ф. Соловьевой).
- Русская Церковь и Третий рейх. — М.: Вече, 2010. — 464 с. — (Русский вопрос). — ISBN 978-5-9533-5004-4.
- Русская православная церковь в XX веке: к изучению дисциплины. — М. : Вече : Лепта, 2010. — 480 с.
- Русское православие в Тунисе. - СПб.: Издательство Александро-Невской Лавры. 2012. — 136 с.
- Православное церковное сопротивление в СССР: биографический справочник 1927—1988 гг. / Фонд Русской Истории (Джорданвилль), Свято-Троицкая духовная семинария (Джорданвилль); авт.-сост., ред. М. В. Шкаровский; авт.-сост. Д. П. Анашкин. — М. : РОССПЭН, 2013. — 287 с. — ISBN 978-5-8243-1672-8
- Церковь против большевизма: (митрополит Сергий (Воскресенский) и экзархат Московской Патриархии в Прибалтике, 1941—1944 гг.). — Москва : Изд-во Крутицкого подворья : О-во любителей церковной истории, 2013. — 409 с. (в соавторстве с И. Соловьёвым)
- История Болгарской Православной Церкви и ее отношения с Русской Церковью в первой половине XX века. — СПб.: Издательство Санкт-Петербургской Православной Духовной Академии, 2014. — 360 с.
- Константинопольский Патриархат и Русская Православная Церковь первой половине XX века. — М.: Индрик, 2014. — 230 с. — ISBN 978-5-91674-303-6.
- Религиозная жизнь Ленинградской области в годы Великой Отечественной войны. — Санкт-Петербург : Инкери, 2015. — 175 с. — ISBN 978-5-903562-49-7 — 500 экз.
- История Русского Свято-Пантелеимонова монастыря на Афоне с 1912 по 2015 года (Серия: Русский Афон XIX—XX веков) 2015. Т. 6. Святая Гора Афон: Свято-Пантелеимонов монастырь. — 888 с. (в соавторстве с О. Е. Петруниной)
- Русское Православие в Королевстве сербов, хорватов и словенцев — Югославии. Москва-Брюссель: Conference Sainte Trinitedu Patriarcatde Moscou ASBL; Екатерининский мужской монастырь. 2015. — 576 с. — ISBN 978-5-904685-13-3
- Санкт-Петербургские духовные школы в ХХ-XXI вв. Т. 1. — М. : Издательство Санкт-Петербургской Православной Духовной Академии, 2015. — 560 с. — ISBN 978-5-906627-09-4
- Тысяча лет Русского Афона (духовный подвиг русского монашества). — СПб. : Издательство СПбДА, 2016. — 344 с. — (Академия для всех). — ISBN 978-5-906627-25-4
- Русская и Сербская православные церкви в XX веке (история взаимоотношений): учебное пособие. — СПб. : Издательство СПбДА, 2016. — 224 с. — ISBN 978-5-906627-22-3
- Холокост и православная церковь. — М.: Вече, 2017. — 448 с. — (Всемирная история). — ISBN ISBN 978-5-4444-0730-1.
- Русская православная церковь в Османской империи (Турции) и Греции. — Москва : Екатерининский мужской монастырь ; Брюссель : 2017. — 465 с. — ISBN 978-5-904685-21-8
- Русская Свято-Троицкая церковь в Афинах: прошлое и настоящее. — Санкт-Петербург : Росток, 2017. — 415 с. — (Диалог двух культур). — ISBN 978-5-99052-516-0 — 1000 экз. (в соавторстве с И. А. Жалниной-Василькиоти)
- Русское Православие в Османской империи (Турции) и Греции. Москва-Брюссель: Conference Sainte Trinite du Patriarcat de Moscou ASBL; Екатерининский мужской монастырь, 2017. — 534 с.
- Русская и Болгарская Православные Церкви в первой половине XX века: (история взаимоотношений). — Санкт-Петербург : Изд-во СПбПДА, 2017. — 245 с. — (Серия «История поместных церквей»). — ISBN 978-5-906627-30-8
- Сто лет Александро-Невского братства: история и современность. — СПб.: Издательство Александро-Невской Лавры, 2018. — 352 с.
- Санкт-Петербургские подворья Спасо-Преображенского Валаамского монастыря и подвиг их новомучеников. — Валаам: Православный культурно-просветительский центр «Свет Валаама», 2018. — 176 с.
- Православные Церкви Юго-Восточной Европы между двумя мировыми войнами (1918—1939 гг.). — М.: Издательский дом «Познание», 2019. — 648 с.
- Православные Церкви Юго-Восточной Европы в годы Второй мировой войны. — М.: Издательский дом «Познание», 2019. — 608 с. — ISBN 978-5-906960-64-1.
- Православные Церкви Юго-Восточной Европы (1945—1950-е гг.). — М.: Издательский дом «Познание», 2019. — 432 с.
- Константинопольская и Русская Церкви в период великих потрясений (1910-е — 1950-е гг.). — М.: Издательский дом «Познание», 2019. — 302 с. — 3000 экз. — ISBN 978-5-906960-59-7.
- Русское Православие в Болгарии. — М. – Брюссель: Conference Saint-Trinite du Patriarcat de Moscou ASBL; Екатерининский мужской монастырь, 2019. — 391 с. — ISBN 978-5-904685-25-6.
- «Господь дарует нам победу». Русская Православная Церковь и Великая Отечественная война. — М.: Издательский дом «Познание», 2020. — 523 с. — ISBN 978-5-906960-88-7.
- Насельницы Иоанновского монастыря и Вауловского скита за Христа пострадавшие. — Рыбинск : Рыбинская епархия, 2020. — 239 с. — ISBN 978-5-9909540-9-0 — 500 экз.
- Страдальцы за Веру Христову Санкт-Петербургской земли. — Санкт-Петербург : Историко-литературный журнал «Странникъ», 2021. — 431 с. — ISBN 978-5-907315-02-0 — 1300 экз.
- Православная Церковь Чешских земель и Словакии и Русская Церковь в XX веке (история взаимоотношений). — Торговый Дом «Познание», 2021. — ISBN 978-5-6044873-6-5.
- Русское Православие в Северной Африке. — Москва — Брюссель: Conference Sainte Trinite du Patriarcat de Moscou ASBL; Екатерининский мужской монастырь, 2021. — 288 с. — ISBN 978-5-904685-21-8.
- Храм Рождества Христова на Песках: страницы истории. — Смоленск : Издание междунар. историко-лит. журн. «Странникъ», 2021. — 247 с. — ISBN 978-5-907315-13-6. — 3000 экз. (соавтор: А. С. Мельков)

- Храмы Санкт-Петербурга (история и современность): Справочное издание / С. Шульц; ред. М. Шкаровский. — СПб. : Глаголъ-СПб, 1994. — 320 с.
- Ленинград в осаде. Сборник документов о героической обороне Ленинграда в годы Великой Отечественной войны 1941—1944 / Сост .: М. В. Шкаровский, Н. Ю. Черепенина, Т. П. Бондаревская и др. Отв. редактор А. Р. Дзенискевич. СПб.: Лики России, 1995. — 640 с.
- Справочник по истории православных соборов и монастырей С.-Петербурга в 1917—1945. — СПб.: Dean+Adia, 1996. — 158 с. (совместно с Н. Ю. Черепениной).
- Римско-католическая церковь на Северо-Западе России в 1917—1945 гг. — СПб. : Нестор, 1998. — 315 с. (совместно с Н. Ю. Черепениной, А. К. Шикер).
  - Римско-Католическая Церковь на Северо-Западе России в XX веке. — Москва : Индрик, 2017. — 487 с. — ISBN 978-5-91674-457-6 — 300 экз. (в соавторстве с Н. Ю. Черепениной и А. К. Шикер)
- Синодик гонимых, умученных, в узах невинно пострадавших православных священно- церковнослужителей и мирян Санкт-Петербургской епархии / Сост.: М. В. Шкаровский, А. К. Галкин, А. А. Бовкало, Л. Н. Логачева, Г. М. Степанова. СПб.: Князь-Владимирский собор, 1999. — 124 с. Переиздание в 2002 г.
- Православные храмы Санкт-Петербурга, 1917-1945 гг. : Справочник. - СПб. : Рус.-Балт. информ. центр "Блиц", 1999. - 366 с. - ISBN 5-86789-025-2 (совместно с Н. Ю. Черепениной).
- Земля Невская православная: Краткий церковно-исторический справочник. СПб.: Православная Русь, 2000. — 200 с. (коллектив авторов)
- Санкт-Петербургская епархия в XX веке в свете архивных материалов 1917—1941. Сборник документов / Сост. : М. В. Шкаровский и Н. Ю. Черепенина. — СПб.: Лики России, 2000. — 268 с. — ISBN 5-87417-029-000
- Питерские рабочие и «диктатура пролетариата». Октябрь 1917—1929. Экономические конфликты и политический протест. Сборник документов / Сост .: В. Ю. Черняев, Н. Б. Лебедева, М. В. Шкаровский и др. СПб.: Русско-Балтийский информационный центр Блиц, 2000. — 462 с.
- Санкт-Петербургский мартиролог / Сост.: М. В. Шкаровский, Т. Н. Таценко, А. К. Галкин, А. А. Бовкало. Отв. редактор — проф., прот. Владимир Сорокин. СПб.: Миръ, Общество святителя Василия Великого, 2002. — 416 с.
- Политика Третьего рейха по отношению к Русской Православной Церкви в свете архивных материалов : Сб. документов. - Москва : Изд-во Крутицкого Патриаршего Подворья : Об-во любителей церков. истории, 2003 (ППП Тип. Наука). - 366 с.
- История Евангелическо-Лютеранской Церкви на Северо-Западе России (1917—1945). СПб.: Дмитрий Буланин, 2004. — 384 с. (совместно с Н. Ю. Черепениной).
- Земля Невская православная. Православные храмы пригородных районов Санкт-Петербурга и Ленинградской области. Краткий церковно-исторический справочник. СПб.: Лики России, 2006. — 312 с. (коллектив авторов)
- Митрополит Никодим (Ротов) — православный богослов в эпоху социализма. К 80-летию со дня рождения. Из богословского наследия Митрополита Ленинградского и Новгородского Никодима за 1956—1967 гг. / Сост.: Проф., прот. Владимир Сорокин, М. В. Шкаровский, Е. М. Карловская, А. К. Галкин, А. А. Бовкало. СПб.: Князь-Владимирский собор, 2009. — 218 с.
- Репрессии православного духовенства Ленинграда и области в 1930-е гг.: [сборник документов] / сост. Шкаровский М. В. — СПб.: Изд-во Князь-Владимир. собора, 2010. — 102 с. — ISBN 978-5-94813-016-3.
- Санкт-Петербургская (Ленинградская) епархия в 1944—1991 годах: документы и лица : [280-летию Санкт-Петербургской епархии посвящается] / составитель М. В. Шкаровский. — Санкт-Петербург : Издательство СПбДА, 2022. — 423 с. — ISBN 978-5-906627-94-0. — 500 экз.

- Коллекция документов по истории фабрик и заводов Ленинграда как источник для составления «Хроники рабочего движения» // Рабочее движение в России 1895—1904 гг. - М., 1988. — С. 211—218.
- Утверждения диктатуры. Партия и советы в 1920-е гг. // Ленинградская панорама. 1990. — № 3. — С. 28-29.
- Под угрозой гибели // Минувшее. 1991. — Т. 12. — С. 249—257.
- Два эпизода борьбы с церковью в Петрограде // Звенья: Исторический альманах. 1992. — № 2. — С. 555—579.
- Кампания перевыборов Ленинградского совета 1927 г. (по секретным архивным документам) // Отечественная история. 1992. — № 5. — С. 131—142.
- Trotsky-Chief of the Petersburg Soviet in 1905 // Deutscher I.: The Prophet Armed Trotsky: 1879—1921. Tokio: Shinhyoron, 1992. — Р. 596—607. (на японском языке)
- Ленинградская проституция и борьба с ней в 1920-е годы // Невский архив. Историко-краеведческий сборник. Альманах. Составители: В. В. Антонов, А. В. Кобак. Москва-Санкт-Петербург, 1993. — С. 387—410.
- История изъятия церковных ценностей в Петрограде в 1918—1922. Новые источники // Вспомогательные исторические дисциплины. Т. 25. СПб., 1994. — С. 203—214.
- Иосифлянское движение и оппозиция в СССР (1927—1943 гг.) // Минувшее. 1994. — Т. 15.
- Деталь ночного пейзажа: Кое-что из мира проституток Санкт-Петербурга и Ленинграда // Родина. 1994. — № 1. — С. 61-66. (соавтор: Лебина Н. Б.)
- В огне войны. Русская Православная Церковь в 1941—1945 гг. (по материалам Ленинградской епархии) // Русское прошлое. 1994. — № 5. — С. 259—316.
- Проститутки новой России // Проституция в Петербурге (40-е гг. XIX в. — 40-е гг. XX в.). — Москва, 1994. — С. 60-97. (соавтор: Лебина Н. Б.)
- Кнутом или законом? // Проституция в Петербурге (40-е гг. XIX в. — 40-е гг. XX в.). — Москва, 1994. — С. 132—178. (соавтор: Лебина Н. Б.)
- Исторические сведения об истинно-православных христианах на Северо-Западе России // Православная Русь. — Джорданвилл (США). 1995. — № 14. — С. 9-10.
- Религиозная жизнь в Ленинграде во время войны // Ленинградская эпопея. Организация обороны и население города. — СПб., 1995. — С. 260—293.
- Возрождение религиозного сознания крестьянства на Северо-Западе России во время Великой Отечественной войны // Северо-Запад в аграрной истории России. — Калининград, 1995. — С. 118—123.
- Движение истинно-православных в Центральном Черноземье России // Православная Русь. — Джорданвилл (США). 1995. — № 15. — С. 6-10.
- Борьба за свободу Русской Церкви в Московской и Тверской епархиях (1927—1930) // Православная Русь. — Джорданвилл (США). 1995. — № 18. — С. 8-15.
- Русская Православная Церковь в 1943—1957 гг. // Вопросы истории. 1995. — № 8. — С. 36-56.
- The Russian Orthodox Church versus the State: The Josephite Movement, 1927—1940 // Slavic Review, V. 54, 1995, № 2 Summer (Boston), — Р. 365—384. (на английском языке)
- Возрождение религиозного сознания крестьян северо-запада России в годы Великой Отечественной войны // Северо-Запад в аграрной истории России. 1995. — № 2. — С. 118—123.
- Русская Православная Церковь и Советское государство в 1940—1950-х гг. // Церковь и государство в русской православной и западной латинской традициях: материалы конференции 22-23 марта 1996 г., Санкт-Петербург / Ин-т философии в Ганновере; Русский Христианский гуманитарный ин-т (22-23 марта 1996 г. ; Санкт-Петербург). — СПб. : РХГИ, 1996. — 203 с. — С. 111—125
- Истинно-православные в Воронежской епархии // Минувшее. 1996. — Т. 19. — С. 320—356.
- Московская патриархия на международной арене, в центре «большой политики» // Христианское чтение. 1996. — № 12. — С. 75-102.
- РПЦ и религиозная политика советского государства в годы войны // Христианское чтение. 1996. — № 12. — С. 26-53.
- Русская православная церковь и советское государство в 1940—1950-х гг // Церковь и государство в русской православной и западной латинской традициях. Материалы конференции. 1996. — С. 111—124.
- Русские католики в Санкт-Петербурге (Ленинграде) // Символ. 1997. — № 38. — С. 83-142.
- Russian Orthodox Church // Critical Companion to the Russian Revolution 1914—1921. — London: Edward Arnold Publishing Ltd., 1997. — Р. 418—428. (на английском языке)
- Монастыри северо-запада России в 1920—1930-е годы // Церковь в истории России. Сб. 1. — М., 1997. — С. 187—189.
- Германская церковная политика и «религиозное возрождение» на оккупированной территории Белоруссии, Прибалтики и Северо-Запада России // Ежегодная богословская конференция Православного Свято-Тихоновского богословского института (Москва, 1997 г.): материалы. — М. : Православный Свято-Тихоновский Богословский институт, 1997. — 244 с. — С. 186—195
- Монастыри северо-западной России в 1920—1930-е годы // Церковь в истории России. Сборник статей. Институт российской истории Российской Академии Наук. — Москва, 1997. — С. 187—189.
- Последняя атака на Русскую Православную Церковь // Советское общество: возникновение, развитие, исторический финал. Сер. «Россия. XX вв». — Москва, 1997. — С. 328—399.
- Семь имён «кошки»: расцвет наркомании в 1917—1920-е годы // Невский архив. Историко-краеведческий сборник. Составители: А. И. Добкин, А. В. Кобак. — Санкт-Петербург, 1997. — С. 467—477.
- Die russische Kirche unter Stalin in den 20er und 30er Jahren des 20. Jahrhunderts // Stalinismus vor dem Zweiten Weltkrieg. Neue Wege der Forschung. — München: Oldenburg, 1998. — S. 233—253. (на немецком языке)
- Русские католики в Санкт-Петербурге (Ленинграде) // Минувшее. 1998. — № 24. — С. 446.
- Документы ЦГА Санкт-Петербурга о трудовых конфликтах в 1918—1928 гг // Трудовые конфликты в советской России 1918—1929 гг. Институт российской истории РАН (Москва), Мичиганский университет (США). — Москва, 1998. — С. 85-98.
- «Религиозная революция» 1917 года и её результаты // 1917-й: Метаморфозы революционной идеи и политическая практика их воплощения. Материалы научной конференции, посвященной 80-летию Февральской и Октябрьской революций в России. 1998. — С. 61-76.
- Deutsche Kirchenpolitik auf dem besetzten Territorium der UdSSR, 1941-44 // Der Vernichtungskrieg im Osten. Verbrechen der Wehrmacht in der Sowjetunion — aus Sicht russischer Historiker, Kassel: University Press, 1999. Hg. von Gabrielle Gorzka und Knut Stang, — S. 69-86. (на немецком языке)
- Die russisch-orthodoxe Kirche und der Sowjetstaat in den Jahren 1940 bis 1950. In: Religionspolitik zwischen Cäsaropapismus und Atheismus. Staat und Kirche in Russland vom 1825 bis zum Ende der Sowjetunion, München: Wilhelm Fink Verlag, 1999. Hg. von Peter Koslovski und Wladimir Fjodorow, — S. 77-92. (на немецком языке)
- Русская Православная Церковь в 1958—1964 гг. // Вопросы истории. 1999. — № 2. — С. 42-58.
- Политика нацистской Германии в отношении Русской Православной Церкви, 1941—1945 // Церковно-исторический вестник. 1999. — № 2-3. — С. 263—281.
- Движение русских католиков и их разгром в Ленинграде в 1920—1930 годы // Богословие после Освенцима и его связь с богословием после ГУЛАГа: следствия и выводы: материалы II международной научной конференции, СПб., 26-28 январь 1998 г. — СПб. : Высшая Религиозно-Философская Школа, 1999. — 175 с.
- Феномен экзархата Московской Патриархии в оккупированной Прибалтике // Нестор. 2000. — № 1. — С. 195—224.
- Antonij Maleckij il don Bosco di San Pietroburgo // La nuova Europa Bergamo, Italia. 2000, — № 6. — P. 22-31 (на итальянском языке).
- Deutsche Diözese während des Zweiten Weltkrieges (I) — Kloster des hl. Hiob. // Der Bote der deutschen Diözese der Russischen Orthodoxen Kirche im Ausland, 2000. — № 3. — S. 24-35. (на немецком языке)
- Deutsche Diözese während des Zweiten Weltkrieges (II) — Die Tätigkeit der orthodoxen Kirche auf dem Gebiet des «Grossreiches», 1941—1945. // Der Bote der deutschen Diözese der Russischen Orthodoxen Kirche im Ausland, 2000. — № 5-6. — S. 37-43. (на немецком языке)
- Antireligiöse Staatspolitik in der Sowjetunion // Säkularisierung in Osteuropa — Ursachen und Folgen, Schriftenreihe des Instituts für vergleichende Staat-Kirche-Forschung, Heft 10. Berlin, 2000. — S. 59-68. (на немецком языке)
- Die deutsche Kirchenpolitik während des Zweiten Weltkrieges in den besetzten Gebieten der Sowjetunion // Kirche im Osten, Band 42/43. Göttingen, 2000. — S. 84-113. (на немецком языке)
- Отношение Русской Православной и Украинской греко-католической церквей к холокосту во время II мировой войны // Страницы. Т. 5. Вып. 3. М., 2000. — С. 377—391.
- Обновленческое движение в Русской Православной Церкви XX века // Учёные записки РПУ им. ап. Иоанна Богослова. — Вып. 6 : Церковная история XX века и обновленческая смута. — М. : Индрик, 2000. — 221 с. — С. 5-50
- Русская Православная Церковь и германская религиозная политика на Балканах 1941—1945 гг. // Ежегодная Богословская конференция Православного Свято-Тихоновского Богословского института: Материалы 2000 г. Москва. — С. 195—206.
- Orthodoxe Kirchenjugend der Sowjetunion in den 1920-er und 1930-er Jahren // Sowjetjugend 1917—1941: Generation zwischen Revolution und Resignation. Essen: Klartext. Hg. von Kuhr, C., Korolev, S. und Plaggenborg, 2001, — S. 233—246. (на немецком языке)
- The Attitude of the Russian Orthodox Church to the Holocaust during the 2nd World War // Volume of Abstracts. In: Remembering for the Future: The Holokaust in an Age of Genocide, London: Palgrave, 2001. — P. 481—492. (на английском языке)
- Deutsche Diözese während des Zweiten Weltkrieges (III) — Die Tätigkeit der orthodoxen Kirche auf dem Gebiet des «Grossreiches», 1941—1945 // Der Bote der deutschen Diözese der Russischen Orthodoxen Kirche im Ausland (München), 2001. — № 1. — S. 27-36. (на немецком языке)
- Deutsche Diözese während des Zweiten Weltkrieges (IV) — Die geistliche Betreuung der Ostarbeiter und Krigsgefangenen in Deutschland. In: Der Bote der deutschen Diözese der Russischen Orthodoxen Kirche im Ausland, 2001. — № 4. — S. 9-15. (на немецком языке)
- Германская политика в отношении Православной Церкви в Польском Генерал-Губернаторстве // Ежегодная Богословская конференция Православного Свято-Тихоновского Богословского института: Материалы 2001 г. Москва. — С. 202—223.
- «О поддержке православной церкви не может быть и речи». Церковная политика нацистской Германии на захваченных территориях СССР 1941—1945 гг. // Источник. 2001. — № 6. — С. 74-96.
- Судьба монастырей Санкт-Петербургской епархии в XX веке // Региональные аспекты исторического пути православия: архивы, источники, методология исследований. Материалы региональной научной конференции. 2001. — С. 404—410.
- Антихристианская сущность нацистского режима и попытка создания новой религии в III рейхе // Клио. 2002. — № 2 (17). — С. 76-87.
- Русское монашество в советское время // Церковь и время. 2002. — № 18. — C. 194—209
  - Русское монашество в советское время // Богословска мисл. — София, 2002. — № 1. — С. 77-91. (на болгарском языке)
- Русская православная церковь при Сталине и Хрущеве (государственно-церковные отношения в СССР в 1939—1964 годах) // Вопросы истории. 2002. — № 10. — С. 162.
- Hidden Facts of the History of Estonian Lutheran Parishes in Soviet Russia in 1917—1945 // Usuteaduslik Ajakiru. — Tartu, Estland, 2002. — № 1. — P. 55-81. (на эстонском языке)
- La missione educativa die madre Anastasija // La nuova Europa. 2002. — № 6. — P. 68-79. (на итальянском языке)
- Josif (Petrovych), in irriducibile della fede // La nuova Europa. Bergamo, Italia, 2002. — № 1. — P. 83-94. (на итальянском языке)
- Русские православные общины в Германии, 1933-41 // Факты и версии. — Санкт-Петербург, 2002. Кн. 3. — С. 88-100.
- Pastor Kurt Muss — ein lutherischer Märtyrer // Glaube in der 2. Welt, Zürich, 2002. — № 9. — S. 23-26. (на немецком языке)
- Искренний привет от Сталина. Религиозная жизнь блокадного Ленинграда // Родина. 2003. — № 1. — С. 146—150.
  - Религиозная жизнь блокадного Ленинграда // Credo New. 2011. — № 1. — С. 15.
  - Религиозная жизнь блокадного Ленинграда // Языческие верования и христианство Русского Севера. Сб. науч. тр.. Сер. «Проблемы философии» Центр гуманит. науч.-информ. исслед. Отд. философии. Ред.-сост. Шкаев Д. Г. Отв. ред. Хлебников Г. В., М., 2012. — С. 74-95.
- Влияние Всероссийского Поместного Собора 1917—1918 годов в советскую эпоху // Церковь и время. 2003. — № 4 (25). — С. 164—188.
  - Влияние Всероссийского Поместного Собора 1917—1918 гг. в советскую эпоху // Патриарх и Собор. Архиерейский и Поместный Соборы Русской Православной Церкви 2009 г.: Сборник документов и научных материалов. М., 2010. — С. 222—237.
- Die Russisch — Ortodoxe Kirche und antireligiöse Staatspolitik in der Sowjetunion (1943—1988). // Im Rädewerk des «real existierenden Sozialismus». Kirchen in Ostmittel — und Osteuropa von Stalin bis Gorbatschow. Hrgs. von H. Lehmann und J.H. Schjorring. Göttingen. 2003. — S. 14-30. (на немецком языке)
- Во главе Петроградской автокефалии // Церковно-исторический вестник. 2003. — № 10. — С. 148—157
  - Во главе Петроградской автокефалии // Православный летописец Санкт-Петербурга. — СПб.: Санкт-Петербургская общественная организация «Православный Санкт-Петербург». — 124 c. — С. 51-66
- Александро-Невская лавра в годы революционных потрясений (1917—1918 гг.) // Ежегодная Богословская конференция ПСТБИ. Труды ежегодной богословской конференции. 2003. — С. 221—238.
  - Александро-Невская лавра в год революционных потрясений (1917—1918) // Христианское чтение. 2010. — № 1. — С. 6-33.
- Русская Православная Церковь // Война и общество. 1941—1945. в 2 книгах. Российская академия наук. Институт российской истории. — Москва, 2004. — С. 190—214.
- Обновленческий протопресвитер Владимир Красницкий и его встреча с В. И. Лениным // Церковно-исторический вестник. 2004. — № 11. — С. 246—254.
- Исторические источники по евангелическо-лютеранским церквям северо-запада России в центральном государственном архиве Санкт-Петербурга // Инославные церкви в Санкт-Петербурге. Доклады конгресса. Под ред. К. Х. Слехте, Я. ван Хаастрехта, А. Р. Соколова, П. Н. Холтропа, Б. Вулдеринка. 2004. — С. 50-52.
- Экзархат Московской Патриархии в Прибалтике в 1941—1945 гг // Религиозная ситуация на Северо-Западе России и в странах Балтии (традиции и современность). сборник статей по итогам II Международной научной конференции. Российский государственный педагогический университет им. А. И. Герцена, Учебно-диаконический центр им. С. Я. Лауриккала Евангелическо-Лютеранской Церкви Ингрии, Институт Финляндии в Санкт-Петербурге. 2005. — С. 238—247.
- Русская Православная Церковь и нацистская Германия в документах немецких и российских архивов // Архивы Русской Православной Церкви: пути из прошлого в настоящее / Историко-архивный институт; гл. ред. А. Б. Безбородов, зам. гл. ред., авт. предисл. Е. В. Старостин. — М. : Российский государственный гуманитарный университет, 2005. — 381 с. — С. 348—355
- Русская Калифорния // Православная жизнь. — Джорданвилл. 2005. — № 11. — С. 1-48.
- Политика Германии по отношению к Православной Церкви в период войны с СССР // Приход. 2005. — № 2. — С. 54-62; № 3. — С. 55-61; № 4. — С. 54-60.
- Крематорий как средство борьбы с христианством // Приход. 2005. — № 7. — С. 51-58.
  - Строительство петроградского (ленинградского) крематория как средства борьбы с религией // Клио. 2006. — № 3 (34). — С. 158—163.
- Церковная молодежь в СССР в 1920—1930-е годы // Сретение. 2005. — № 6. — С. 17-29.
- Митрополит Иосиф (Петровых) и иосифлянское движение // Церковный вестник Катакомбной Церкви Украины. — Одесса, 2005.
- Священномученик протоиерей Викторин Добронравов // Православная Русь. Джорданвилл. 2005, № 13. — С. 10-14; № 14. — С. 13-14; № 15. — С. 3-6.
- Разгром. Кронштадтские храмы в 1917—1932 годах // Санкт-Петербургские епархиальные ведомости. 2005. — Вып. 33. — С. 152—159.
- Разорение. Владимирский собор в 1918—1960 годах // Санкт-Петербургские епархиальные ведомости. 2005. — Вып. 33. — С. 166—168.
- Церковь Святой Троицы на квартире св. прав. Иоанна Кронштадтского в доме причта Андреевского собора // Санкт-Петербургские епархиальные ведомости. Вып. 33. 2005. — С. 203. (совместно с Е. В. Исаковой).
- Крематорий — кафедра безбожия // Православный Санкт-Петербург. 2005. — № 22. — С. 104—114.
- Возрождение Никольской Церкви Александро-Невской Лавры // Православный Санкт-Петербург. 2005. — № 24. — С. 76-79.
- На «Дороге скорби». Скит Андрея Первозванного // Вестник военного и морского духовенства. Спецвыпуск. 2005. — С. 276—277.
- Служение в деревне в годы оккупации. Из статьи о протоиерее Алексие Кибардине // Вестник военного и морского духовенства. Спецвыпуск. 2005. — С. 210—212.
- Церковная жизнь блокадного Ленинграда // Вестник военного и морского духовенства. Спецвыпуск. 2005. — С. 42-121.
- Русская Калифорния. Причины заинтересованности русских в Калифорнии. Первые продвижения к берегам «Нового Альбиона» // Клио. 2005. — № 4 (31). — С. 94-109.
- Orthodoxe estnische Gemeinden in Nord-westrussland im 19. und 20. Jahrhundert // Estland und Russland. Aspekte der Beziehungen beider Länder. — Hamburg, 2005. — S. 213—228. (на немецком языке)
- Политика нацистской Германии в отношении Русской Православной Церкви в документах немецких и российских архивов // Вестник молодых ученых. Исторические науки. — СПб., 2005. — № 1. — С. 3-7.
- Епископ Сергий (Дружинин) // Вестник Православного Свято-Тихоновского гуманитарного университета. Сер. II. 2005. — № 1. — С. 116—140.
- Материалы к биографии профессора Б. В. Титлинова (конец 1943 — начало 1944) // Церковно-исторический вестник. — М. : Общество любителей церковной истории, 2005—2006. — № 12-13. — С. 233—238
- Казачий стан в Северной Италии и его церковная жизнь (1944—1945 гг.) // Вестник Германской епархии Русской Православной Церкви за границей. — Мюнхен, 2006. — № 6. — С. 14-18.
  - Казачий стан в Северной Италии 1944—1945 // Новый журнал. — Нью-Йорк, 2006. — Кн. 242. — С. 202—219.
  - Казачий стан в Северной Италии и его церковная жизнь // Русские в Италии: Культурное наследие эмиграции: Международная научная конференция 18-19 ноября 2004 г. — М., 2006. — С. 190—208.
  - Казачий стан в Северной Италии и его церковная жизнь (1944—1945 гг.) // Вестник Германской епархии Русской Православной Церкви за границей. - Мюнхен, 2007. — № 1-2. — С. 23-28.
  - Казачий Стан в Северной Италии и его церковная жизнь (1944—1945) // Донские казаки в борьбе с большевиками. Альманах. 2010. — № 2. — С. 51-69.
- Иеромонах Тихон (Зорин) // Вестник Православного Свято-Тихоновского гуманитарного университета. Сер. II. 2006. — № 4 (21). — С. 61-75.
- Общины православных эстонцев на Северо-Западе России в XIX—XX веках // Материалы по исследованию религиозной ситуации на Северо-Западе России и в странах Балтии. — Вып. III. СПб., 2006. — С. 141—148.
- Монастырь преподобного Иова Почаевского в Словакии // Православный летописец Санкт-Петербурга. 2006. — № 26.
  - Монастырь преподобного Иова Почаевского в Словакии // Вестник русского христианского движения. — Париж. 2007. — № 192. — С. 247—269.
  - Монастырь преподобного Иова Почаевского в Словакии // Диаспора: Новые материалы. Т. 9. — СПб.-Париж, 2007. — С. 296—324.
  - Монастырь преподобного Иова Почаевского в Словакии // Троицкое наследие. — Джорданвилл. 2010. — № 4. — С. 4-21.
- Скит святого Апостола Андрея Первозванного // Приход. 2006. — № 7. — С. 56-59.
- Единственный храм в Советском Союзе, возрожденный в период 1960—1980-х гг. // Приход. 2006. — № 8. — С. 56-60.
- Антицерковные акции советской власти в Александро-Невской Лавре // Приход. 2006. — № 9. — С. 56-58.
- Тайна перезахоронения мощей святого праведного отца Иоанна Кронштадтского // Приход. 2006. — № 10. — С. 51-57.
- Почитаемые захоронения Александро-Невской Лавры и их уничтожение в годы советской власти // Вестник Православного Свято-Тихоновского гуманитарного университета. 2006. — № 3 (20). — С. 60-70.
- Общая чаша страданий. Жизнь и подвиг блокадного духовенства // Санкт-Петербургский церковный вестник. 2006. — № 5. — С. 22-27.
- Введенский Александр Иванович, обновленческий деятель // Большая Российская энциклопедия. Т. 4. М., 2006. — С. 678—679.
- Строительство Петроградского (Ленинградского) крематория как средство борьбы с религией // Клио. 2006, № 3. — С. 158—163.
- Духовенство Русского корпуса в Югославии // Новый журнал. — Нью-Йорк, 2006. — Кн. 244. — С. 265—283.
  - Духовенство русского корпуса в Югославии // Русская эмиграция и фашизм. Статьи и воспоминания. — СПб, 2011. — С. 115—139.
- Русская Православная Церковь и власовское движение // Вестник церковной истории. 2006. — № 4. — С. 150—173; 2007. — № 1 (5). — С. 219—248.
- О пастырском окормлении Казачьего Стана в Северной Италии в годы Второй мировой войны // Вестник церковной истории. 2006. — № 2. — С. 214—232.
- Русские православные общины в Словакии // Страницы: богословие, культура, образование. 2006. — Т. 11. — № 3. — С. 372—400.
- Тайные православные общины в киеве в 1930-х гг. // XVI ежегодная богословская конференция Православного Свято-Тихоновского гуманитарного университета. Православный Свято-Тихоновский гуманитарный университет. Москва, 2006. - С. 146-157.
- Церковно-политическая деятельность митрополита Антония (Храповицкого) в 1930-е годы // Церковь и время. 2007. — № 3 (40). — С. 208—236.
  - Церковно-политическая деятельность митрополита Антония (Храповицкого) в 1930-е гг. // Митрополит Антоний (Храповицкий) — архипастырь русского рассеяния. — Jordanville, New-York. 2014. — С. 349—373.
- Die Russische Orthodoxe Kirche und der sowjetische Staat // Schriftenreihe des Instituts für vergleichende Staat-Kirche-Forschung. Heft 22: Kirchen und Krisen im Kommunismus. Berlin, 2007. — S. 60-83. (на немецком языке)
- Николо-Богоявленский собор в годы гонений // Православный летописец Санкт-Петербурга. 2007. — № 31. — С. 25-31.
- Митрополит Григорий (Чуков): возвращение Церкви храмов Александро-Невской Лавры // Санкт-Петербургские епархиальные ведомости. 2007. — Вып. 34. — С. 134—147. (совместно с Л. К. Александровой-Чуковой).
- Подворье Санкт-Петербургского Воскресенского женского монастыря в поселке Лисино-Корпус // Православный летописец Санкт-Петербурга. 2007. — № 29. — С. 81-91.
- Духовенство 15-го казачьего кавалерийского корпуса в Югославии // Диаспора: Новые материалы. Т. 8. — СПб.-Париж, 2007. — С. 659—677.
- Монастырь преподобного Иова Почаевского // Новый журнал. — Нью-Йорк, 2007. — Кн. 246. — С. 267—288.
- Русская Православная Церковь в Греции // Новый журнал. — Нью-Йорк, 2007. — Кн. 249. — С. 276—297.
- Албанская Православная Церковь в годы Второй мировой войны // Вестник ПСТГУ. 2007. — № 3. — С. 132—142.
- Русская Православная Церковь и власовское движение // Вестник церковной истории. 2007. — № 1. — С. 219—248.
- Создание и деятельность Хорватской Православной Церкви в годы Второй мировой войны // Вестник церковной истории. 2007. — № 3. — С. 221—262.
- Церковная жизнь 15-го казачьего кавалерийского корпуса в Югославии 1943—1945 годы // Токови историје. Часоник Института за новију историју Србије. — Белград. 2007. — № 4. — С. 23-42.
- Религиозная жизнь блокадного Ленинграда по новым документальным источникам // Битва за Ленинград: проблемы современных исследований. Сборник статей. — СПб., 2007. — С. 171—189.
- Религиозно-философские кружки, братства и общества Ленинграда в 1920-х годах // Вестник Русской Христианской Гуманитарной Академии. 2007. — Т. 8. — Вып. 2. — С. 247—252.
- Афонские монастыри, Элладская Православная Церковь и русские приходы Греции в годы Второй мировой войны // Вестник Православного Свято-Тихоновского гуманитарного университета. 2007. — № 4 (25). — С. 96-136.
- Почитание Св. Апостола Андрея на северо-западе России // Материалы по исследованию религиозной ситауации на северо-западе России и в странах Балтики: Вып. 4. СПб., 2007. — С. 253—258.
- Hieromartyr archpriest Victorin Dobronravov // Orthodox Life. — Jordanville, NY. 2007. — № 5. — P. 9-26. (на английском языке)
- Православная Церковь в Венгрии в годы Второй мировой войны // XVII ежегодная богословская конференция ПСТГУ: Материалы 2006-07 гг. Т. 1. — М., 2007 — С. 264—276.
  - Православная Церковь в Венгрии в 1939—1945 годах // Церковь и время. 2008. — № 2 (43). — С. 149—191.
  - Православная церковь в Венгрии в годы Второй мировой войны // Православие: Конфессия, институты, религиозность (XVII—XX вв.): Сборник научных работ. — СПб., 2009. — С. 250—277.
- Рецензия на сборник документов «Партия и Церковь в раннем советском государстве» // Клио. 2007. — № 3 (38). — С. 133—136.
- Вклад Ленинградской епархии в победу над фашизмом. По новым документальным источникам // Единство фронта и тыла в Великой Отечественной войне (1941—1945). материалы Всероссийской научно-практической конференции. Федеральное архивное агентство, Министерство обороны Российской Федерации, Федеральная служба безопасности Российской Федерации; Ответственный редактор А. А. Чернобаев; составитель Т. М. Булавкина и М. В. Стеганцев. 2007. — С. 496—504.
- Канонизация новомучеников Санкт-Петербургской епархии // Мученичество и святость в XX веке: материалы II Международных Патристических чтений (25-26 января 2007 года) / [отв. ред. И. И. Евлампиев]. — Санкт-Петербург: Изд-во СПбГУ, 2007. — С. 27-43.
- Русские православные общины в Италии и на оккупированной итальянскими войсками территории балканского полуострова в годы второй мировой войны // Ежегодная богословская конференция Православного Свято-Тихоновского гуманитарного университета. 2008. — Т. 1. — № 18. — С. 288—292.
- Партия и церковь в раннем советском государстве // Вестник церковной истории. 2008. № 1 (9). С. 259-263.
- Православная Церковь Чехии в годы II Мировой войны // Политика. Общество. Человек. К 85-летию доктора исторических наук, профессора А. З. Ваксера. — СПб., 2008. — С. 206—225.
- Eine vergleichende Analyse der Kirchenpolitik der nationalsozialistischen und der stalinistischen Diktatur in den Jahren 1941 bis 195 // Religion under Siege. II. Protestant, Orthodox and Muslim Communities in Occupied Europe (1939—1950). Edited by L. Gevers and Ja. Bank. — Leuven, 2008. — P. 1-54. (на немецком языке)
- Воскресенский Новодевичий монастырь в послереволюционные годы (1917—1932) // Православный летописец Санкт-Петербурга. 2008. — № 32. — С. 32-43.
- Духовенство Русского корпуса в Югославии в 1941—1945 годах // Вестник церковной истории. 2008. — № 1 (9). — С. 179—202.
- Sankuto Peteruburugu: Roshia no Kiristo kyo Kyokai no Chushinchi to shite // Slavic Research Center news. — Sapporo. 2008, № 115. November. — P. 7-11. (на японском языке)
- Русские приходские общины в Болгарии // Приход. 2008. Июль. — С. 37-55; Август. — С. 44-57; Сентябрь. — С. 55-63.
  - Русские приходские общины в Болгарии // Вестник Православного Свято-Тихоновского гуманитарного университета. 2008. — № 2 (27). — С. 28-62.
- Русская церковная эмиграция в Чехии // Приход. 2008. — Октябрь. — С. 51-63.
- Русская церковная эмиграция на территории Венгрии в 1939—1945 гг. // Приход. 2008. Ноябрь. — С. 51-62.
- Русские православные общины в Италии в годы Второй мировой войны // Приход. Православный экономический вестник. 2008. Декабрь. М. — С. 51-57.
- Санкт-Петербургские (Ленинградские) духовные школы во 2-й половине XX — начале XXI века // Вестник церковной истории. 2008. — № 4. — С. 171—210; 2009. — № 1-2 (13-14). — С. 259—266.
- Русские и чешские православные общины Чехии в первой половине XX века // Проблемы истории русского зарубежья: материалы и исследования. Вып. 2. М., 2008. — С. 108—134.
- Церковная жизнь казачьего корпуса // Новый журнал. — Нью-Йорк, 2008. Кн. 250. — С. 310—328.
- Русские приходы и монастыри в Греции // Россия в XX веке: проблемы политической, экономической и социальной истории. Сб. статей / Под ред. М. В. Ходякова. СПб., 2008. — С. 306—325.
  - Русские приходы и монастыри в Греции // Приход. 2010. — № 2. — С. 46-59.
- Православные общины Чехии // Новый журнал. Нью-Йорк. 2008. Кн. 251. — С. 405—427.
- Ordine del Sante Apostolo Andrea, il Primo Chiamato: la piu aita onorificenza della Russia // Dal lago di tiberiade al mare di Amalfi. Il viaggio Apostolico di Andrea il Primo Chiamato. Amalfi, 2008. — P. 245—251. (на итальянском языке).
- Русская Православная Церковь Заграницей и православные приходы в Чехии и Моравии в годы Второй мировой войны // Труды Киевской Духовной Академии. Киев. 2008. — № 9. — С. 162—196. (совместно с В. В. Бурегой).
- Церковная писательница монахиня Анастасия (Платонова) // Русло. Литературный альманах. — СПб., 2008. — № 1.
- Апостол Андрей в исторической и церковной традиции на северо-западе россии // Страницы: богословие, культура, образование. 2009. — Т. 13. — № 3. — С. 414—436.
  - Апостол Андрей в исторической и церковной традиции на северо-западе России // Андрей Первозванный — апостол для Запада и Востока. Сборник, посвященный 800-летию перенесения мощей в Амальфи (Италия). М., 2011. — С. 227—235.
- Русские православные храмы в Тунисе // Православный летописец Санкт-Петербурга. 2009. — № 36. — С. 79-94.
- Православная Церковь в Италии и на оккупированной итальянскими войсками территории Балканского полуострова // Новейшая история Отечества XX—XXI вв.: Сборник научных трудов. Выпуск 3. Саратов, 2009. — С. 288—305.
- Миссионерская деятельность Русской Православной Церкви в XX веке // Acta Russiana. — Seul, 2009. — № 1. — P. 237—256.
- Санкт-Петербург — центр христианских Церквей России // Slavic Research Center news. Sapporo, 2009. — № 16. January. — P. 13-17.
- Сталинская религиозная политика и Русская Православная Церковь в 1943—1953 годах // Acta Slavica Iaponica. Sapporo, 2009. V. XXVII. — P. 1-27.
- Поминайте наставников ваших… подражайте вере их // Церковь Ингрии. 2009. — № 3 (71). — С. 1-2. (совместно с Н. Ю. Черепениной).
- Православная духовная миссия в Корее // Известия корееведения в Центральной Азии. Алма-Ата, 2009. — № 8 (16). — С. 78-113.
  - Русская Православная духовная Миссия в Корее // Клио. 2010. — № 2 (49). — С. 140—152.
  - Русская Православная духовная Миссия в Корее // Христианское чтение. 2010. — № 2. — С. 86-119.
  - Российская православная миссия в Корее, 1917—1955 гг. // Ежегодная богословская конференция Православного Свято-Тихоновского гуманитарного университета. 2010. — Т. 1. — № 20. — С. 352—360.
  - Русская Православная духовная Миссия в Корее // Православие и корейцы. Сборник статей. — М., 2014. — С. 192—228.
- L’Église orthodoxe russe au XXe siècle // L’Église orthodoxe en Europe orientale au XXe siècle. Paris, 2009. — P. 323—384.
- Создание Македонской Православной Церкви в период оккупации республики и первые послевоенные годы (1941 — начало 1950-х гг.) // Вестник Православного Свято-Тихоновского гуманитарного университета. 2009. — № 3 (32). — С. 116—140.
- Болгарская Православная Церковь в годы Второй мировой войны // Вестник церковной истории. 2009. — № 3/4 (15/16). — С. 266—304.
- Русская церковная эмиграция в Болгарии после 1920 года // Русское зарубежье в Болгарии: История и современность. — София, 2009. — С. 20-29.
- Русские православные общины в Турции // Вестник Православного Свято-Тихоновского гуманитарного университета. 2009. — № 1 (30). — С. 21-36.
- Основание Иоанновского монастыря и судьба мощей святого праведного отца Иоанна Кронштадтского // Ежегодная богословская конференция Православного Свято-Тихоновского гуманитарного университета. 2010. — Т. 1. — № 20. — С. 114—121.
- Новое исследование, посвящённое истории нелегальной церковной жизни в советском союзе // Вестник церковной истории. 2010. — № 1-2 (17-18). — С. 350—353.
- Новомученицы и исповедницы — духовные дочери святого иоанна кронштадтского // Свет Христов просвещает всех: Альманах Свято-Филаретовского православно-христианского института. 2010. — № 2. — С. 28-46.
  - Монахини Иоанновского монастыря — духовные дочери святого Иоанна Кронштадтского // Женщина. Христианские перспективы: история, богословие, практика. Труды Санкт-Петербургского христианского университета. 2017. — № 10. — С. 359—376.
- Церковная эмиграция в Румынии // Новый мир. — Нью-Йорк. 2010. — № 258. — С. 248—276.
- Русская церковная эмиграция в Югославии: 1920—1930-е годы // Новый мир. — Нью-Йорк. 2010 — № 259. — С. 401—438.
- Русская церковная эмиграция в Сербии в конце 1930-х — 1945 гг. // Новый мир. — Нью-Йорк. 2010. — № 260. — С. 327—341.
- Русская Православная Церковь в XX веке // Православная церковь в Восточной Европе. XX век; Ред. Кристин Шайо. — Киев, 2010. — 440 с. — (Bibliotheca Clementina). — Пер. изд. : L’eglise Orthodoxe en Europe Orientale au XXe siecle. — ISBN 978-2-204-08978-4
- Иосифлянское движение Русской Православной Церкви, особенности положения среди других церковных течений // Ежегодная богословская конференция Православного Свято-Тихоновского гуманитарного университета. 2011. — Т. 1. — № 21. — С. 307—315.
- Из истории старообрядческой общины Громовского кладбища Санкт-Петербурга // Вестник церковной истории. 2011. — № 3-4 (23-24). — С. 219—245; 2012. — № 1-2 (25-26). — С. 313—350.
- Пастор Курт Мусс и община русских лютеран в Петрограде (Ленинграде) // Немцы в Санкт-Петербурге (XVIII—XX века). биографический аспект. Санкт-Петербург, 2011. — С. 411—426.
- The Russian Orthodox Church in the Twentieth Century // The Orthodox Church in Eastern Europe in the Twentieth Century. — Bern, 2011. — P. 355—428.
- Церковная жизнь Петрограда в период революционных потрясений 1917—1918 гг. // Политическая история России XX в. К 80-летию профессора Виталия Ивановича Старцева: Сборник научных трудов. — СПб., 2011. — С. 269—286.
- Православная Церковь Румынии в 1918—1950-х годах // Вестник церковной истории. 2011. — № 1/2 (21/22). — С. 173—223.
- Орден св. апостола Андрея Первозванного и Андреевский флаг // Андрей Первозванный — апостол для Запада и Востока. Сборник, посвященный 800-летию перенесения мощей в Амальфи (Италия). — М., 2011. — С. 176—187.
- Иерархичность в иосифлянском движении Русской Православной Церкви, 1927—1930 гг. // Старшинство и иерархичность в церкви и обществе: Материалы международной научно-богословской конференции (29 сентября — 1 октября 2010 г.). — М.: Свято-Филаретовский православно-христианский институт: Преображенское содружество малых православных братств, 2011. — 320 с. — ISBN 978-5-905615-01-6 — С. 237—259
- Финляндская Православная Церковь в годы второй мировой войны // Санкт-Петербург и страны Северной Европы. 2012. — № 13. - С. 362—376.
- Изъятие мощей и церковных ценностей в петроградской епархии в 1918—1922 гг // Ежегодная богословская конференция Православного Свято-Тихоновского гуманитарного университета. 2012. — № 22. — С. 125—132.
- Русские православные храмы в Тунисе. Последнее пристанище российского императорского флота // Приход. 2012. — № 1. — С. 55-61; № 2. — С. 56-61; № 3. — С. 54-57.
- История русских общин в Венгрии // Российская белая эмиграция в Венгрии (1920-е — 1940-е годы). — М., 2012. — С. 112—126.
- Актуальные проблемы русской церковной эмиграции в XX веке: историографические и источниковедческие аспекты // Христианское чтение. 2012. — № 1. — С. 44-97.
- Возникновение Русской Православной Церкви Заграницей и религиозная жизнь российских эмигрантов в Югославии // Христианское чтение. 2012. — № 4. — С. 106—193.
- Русско-японский святой // Вода живая. 2012. — № 2 (145). — С. 32-33.
- Церковная жизнь в Македонии в 1941—1944 годах и создание Македонской Православной Церкви // Славяноведение. 2012. — № 5. — С. 61-78.
- Формирование и использование фондов петербургских архивов по истории Русской православной церкви // Архивы в истории. История в архивах. Материалы научно-практической конференции. Архивный комитет Санкт-Петербурга. 2012. — С. 66-76.
- Влияние русской церковной эмиграции на славянские страны в 1920—1940-е гг. // Славянский альманах 2012. — М., 2013. — С. 227—240.
- Создание и развитие Александро-Невской лавры // Труды Государственного музея истории Санкт-Петербурга // Материалы Международной научной конференции. Комитет по культуре Санкт-Петербурга, Государственный музей истории Санкт-Петербурга. 2012. — С. 56-70.
- Филермская икона Божией Матери — утраченная святыня санкт-петербурга // Казанский собор — храм памятник Российской воинской славы. Сборник материалов городской научно-практической конференции «Казанский собор — храм и памятник российской воинской славы» к 200-летию кафедрального собора казанской иконы Божией матери. под редакцией профессора М. В. Шкаровского. 2012. — С. 57-64.
- Отношение Русской православной церкви к холокосту в годы второй мировой войны // Холокост на территории СССР. Материалы XIX Ежегодной конференции по иудаике. Сер. «Академическая серия» Центр научных работников и преподавателей иудаики в ВУЗах «Сэфер». 2012. — С. 68-85.
- Петербургский храм-памятник Христа Спасителя (Спас-на-Водах) // Казанский собор — храм памятник Российской воинской славы. Сборник материалов городской научно-практической конференции «Казанский собор — храм и памятник российской воинской славы» к 200-летию кафедрального собора казанской иконы Божией матери. под редакцией профессора М. В. Шкаровского. 2012. — С. 114—131.
- Реликвии петровской эпохи в древлехранилище Александро-Невской лавры // Петровские реликвии в собраниях России и Европы. материалы III Международного конгресса петровских городов. Институт Петра Великого; составители А. В. Кобак, О. Л. Кувалдина, И. Ф. Свидерская. — Санкт-Петербург, 2012. — С. 281—285.
- Деятельность румынской духовной миссии на Юго-Западе Украины и в приднестровье в 1941-1944 гг. // Revista Moldovenească de Drept Internaţional şi Relaţii Internaţionale. — 2012. — № 4 (26). — С. 163—182.
- Свято-Троицкая Александро-Невская лавра и революционные потрясения 1917 года // История Петербурга. 2013. — № 1. — С. 25.
- Документы петербургских архивов — источник по изучению истории Русской Православной Церкви // Христианское чтение. 2013. — № 1. — С. 194—206.
- Феномен Александро-Невского братства // Верующий разум. 2013. — № 2. — С. 17-28.
- Спасо-Преображенский Валаамский монастырь в 1940-е гг. // Санкт-Петербург и страны Северной Европы. 2013. — № 14. — С. 347—358.
  - Спасо-Преображенский Валаамский монастырь на территории Финляндии в 1940-е гг. // Православие в Балтии. Научно-аналитический журнал. — Рига. 2018. — № 8 (17). — С. 69-81.
- Репрессии 1930-х гг. против священнослужителей Северо-Запада России // Ежегодная богословская конференция Православного Свято-Тихоновского гуманитарного университета (XXIII): Материалы. — М. : Православный Свято-Тихоновский гуманитарный университет, 2013. — 418 с. — С. 16-21
- Советская власть и судьбы мощей православных святых // Вестник церковной истории. 2013. — № 3-4 (31-32). — С. 375—378.
  - Рецензия на монографию А. Н. Кашеварова «Советская власть и судьбы мощей православных святых» // Клио. 2013. — № 5 (77). — С. 135—137.
- Румынская Православная Церковь и Холокост на оккупированной территории СССР // Материалы Двадцатой международной ежегодной конференции по иудаике. — М. : Центр научных работников и преподавателей иудаики в вузах «Сэфер», 2013. — Т. 4 : Война, Холокост и историческая память. — 164 с. — С. 47-58
- Русская Православная Церковь и другие конфессии советского союза в годы Великой Отечественной войны (историографический и источниковедческий обзор) // История и историки: Историографический вестник. 2013. — Т. 2011—2012. — № 1. — С. 32-89.
- Николай Глубоковский: жизнь в изгнании // НЕвский БОгослов. 2013. — № 9. — С. 40-43.
- История храмов Митрофаниевского кладбища Санкт-Петербурга и приходской жизни их общин // Вестник церковной истории. 2013. — № 1-2 (29-30). — С. 225—244.
- История старообрядческой громовской общины в Петербурге // Конфессии в зеркале науки: социальное служение, образование и культура. Сборник трудов международной научной конференции. ЧОУ «Русская христианская гуманитарная академия»; Отв. редакторы: Д. К. Бурлака, Д. В. Шмонин. 2013. — С. 168—184.
- Свято-Троицкая Александро-Невская лавра в 1922—1927 годах // 300 лет Свято-Троицкой Александро-Невской Лавры. Сборник материалов конференции. Редактор: Шкаровский М. В., 2013. — С. 104—144.
- Трифоно-Печенгский монастырь в 1939—1944 гг // Санкт-Петербург и страны Северной Европы. 2014. — № 15. — С. 226—232.
- Православные святыни Стрельны // Вестник церковной истории. 2014. — № 3-4 (35-36). — С. 364—366.
- Русские церковные общины на территории Турции (Османской империи) в XVIII—XX веках // Вестник церковной истории. 2014. — № 1-2 (33-34). — С. 176—230.
- Русская Православная Церковь Заграницей и её общины в Югославии в годы Второй мировой войны // Христианское чтение. 2014. — № 2-3. — С. 207—254; № 4. — С. 182—222.
- Ново-афонское подворье в Санкт-Петербурге // Линтула. Материалы конференции VII Линтуловских чтений 2013 г.: сборник научных статей. Научные редакторы: игуменья Илариона (Феоктистова), В. Б. Казарина. 2014. — С. 33-54.
- Русская Православная Церковь и государственно-церковные отношения в СССР в годы Великой Отечественной войны // Религия в истории народов России и Центральной Азии. материалы II Международной научной конференции. 2014. — С. 261—266.
- Русские католики в Центральной Европе между двумя мировыми войнами // Россия и Ватикан. Вып. 3: Русская эмиграция в Европе и Католическая церковь между двумя мировыми войнами. — М., 2014. — С. 228—237.
- Духовно-просветительская и социальная деятельность русского Свято-Пантелеимоновского монастыря на Афоне в ХХ — начале XXI веков // Социальное служение Русской православной церкви: проблемы, практики, перспективы: Материалы Всероссийской научно-практической конференции 5-7 июня 2014 года / Санкт-Петербургский гос. ин-т психологии и социальной работы, Санкт-Петербургская православная духовная академия, Научно-практич. консорциум в обл. психолого-социального образования. — СПб.: СПбГИПСР, 2014. — 379 с. — С. 119—125
- Храмы преподобного Сергия Радонежского в Санкт-Петербурге // Древняя Русь во времени, в личностях, в идеях: альманах. Выпуск 2. Материалы научной конференции «Преподобный Сергий Радонежский: личность в контексте эпохи и история его почитания». Санкт-Петербург, 1-3 октября 2014 г. = Παλαιορωσια : ΕΝ ΧΡΟΝΩ, ΕΝ ΠΡΟΣΩΠΩ, ΕΝ ΕΙΔΕΙ / Отдел по связям с религиозными объединениями администрации Губернатора Санкт-Петербурга, Институт истории СПбГУ ; Отдел по связям с религиозными объединениями администрации Губернатора Санкт-Петербурга, Институт истории СПбГУ. — СПб. ; Казань : Санкт-Петербургская православная духовная академия ; СПб. : Русская Христианская гуманитарная академия, 2014. — 214 с. — С. 109—120
- Богословско-пастырские курсы в Ленинграде // Вестник ПСТГУ. История. История Русской Православной Церкви. 2015. — Вып. II: 2 (63). — С. 121—142
- Архиерейский Синод Русской Православной Церкви Заграницей и русская церковная эмиграция в Югославии после окончания Второй мировой войны (в 1945—1950-х гг.) // Христианское чтение. 2015. — № 6. — С. 219—272.
- Русское монашество Афона и Сербская Православная Церковь в первой половине XX века // Афонское наследие. Научный альманах. Вып. 1-2. — Киев-Чернигов, 2015. — С. 174—190.
- Русский Свято-Пантелеимоновский монастырь на Афоне в первые годы после окончания I Мировой войны (1919—1924 гг.) // Петербургский исторический журнал. 2015. — № 2 (6). — С. 151—169.
- Связи афонского Свято-Пантелеимоновского монастыря с русскими и украинскими монастырями в XIX — начале XX веков // Науковi записки Богословсько-iсторичного науково-дослiдного центру iмени архiмандрита Василiя (Пронiна). 2015. — № 4. — С. 616—663.
- Русская община покрова пресвятой богородицы и Хельсинки в XX веке // Санкт-Петербург и страны Северной Европы. 2015. — № 16. — С. 216—224.
- Князь-Владимирский собор Санкт-Петербурга в 1917—1941 гг // Древняя Русь: во времени, в личностях, в идеях. 2015. — № 3. — С. 231—252.
- Петроградское (Ленинградское) богословско-пастырское училище в 1918—1928 гг // Вестник церковной истории. 2015. — № 1-2 (37-38). — С. 267—288.
- Создание и деятельность ленинградских богословско-пастырских курсов в 1944—1945 гг // Вестник Православного Свято-Тихоновского гуманитарного университета. Серия 2: История. История Русской Православной Церкви. 2015. — № 2 (63). — С. 121—139.
- Экономическая деятельность Александро-Невской лавры в XX веке // Христианское чтение. 2015. — № 1. — С. 73-106.
- Социальная деятельность монастырей Санкт-Петербурга в XX веке // Христианское чтение. 2015. — № 5. — С. 262—280.
- Санкт-Петербургские подворья Спасо-Преображенского Валаамского монастыря // Линтула. Материалы конференции VIII Линтуловских чтений 2014 года: сборник научных статей. Научные редакторы: игуменья Илариона (Феоктистова), В. Б. Казарина. 2015. — С. 48-62.
- Русский Афон в годы Второй мировой войны // Материалы ежегодной научно-богословской конференции Санкт-Петербургской Духовной Академии. Материалы международной конференции «Приходское служение и общинная жизнь». Сборник докладов. 2015. — С. 65-76.
- Вклад русской православной церкви в победу СССР над нацистской германией // Роль русской православной церкви в становлении и развитии российской государственности. Материалы всероссийской научно-практической конференции. 2015. — С. 483—494.
- Патриотическая деятельность духовенства Ленинградской области на оккупированной территории в 1941—1944 гг. // «Наше дело правое»: страны и лидеры в социокультурном и философско-историческом измерениях. Сборник статей Межрегиональной научной конференции с международным участием к 70-летию Победы. Санкт-Петербург, 2015. — С. 457—477.
- Военное духовенство Русского корпуса в Югославии в 1941—1945 гг // История военного и морского духовенства в Российской империи в конце XIX — начале XX вв. сборник материалов церковно-исторической конференции, состоявшейся в Санкт-Петербургской православной духовной академии. Под редакцией Д. А. Карпука. 2015. — С. 109—137.
- Русская никольская община Хельсинки в XX веке // Санкт-Петербург и страны Северной Европы. 2016. — № 17 (1). — С. 255—262.
- Святая гора Афон в годы Второй мировом воины // Вестник церковной истории. 2016. — № 3-4 (43-44). — С. 302—326.
- Болгарские письма протоиерея Всеволода Шпиллера иеромонаху Клименту (Лялину) // Вестник церковной истории. 2016. — № 1-2 (41-42). — С. 104—136.
- Служение епископа Артура Мальмгрена // Религия. Церковь. Общество. Исследования и публикации по теологии и религии. 2016. — Т. 5. — С. 250—262.
- Репрессивные акции органов государственной безопасности против общин Истинно-Православной Церкви в Украинской ССР (1944—1953 гг.) // Вестник ПСТГУ. Серия 2: История. История Русской Православной Церкви. 2016. — Вып. II: 2 (69). — С. 49-65; Вып. II: 3 (70). — С. 77-92 (в соавторстве с Д. А. Веденеевым)
- Архиерейский синод РПЦЗ и церковная эмиграция в Югославии в 1945—1950-х гг. // Христианское чтение. 2016. — № 6. — С. 218-230.
- Самый молодой ректор. Служение владыки Кирилла на посту ректора Ленинградской Духовной Академии // Журнал Московской Патриархии. 2016. — № 11. — С. 58.
- Подворье афонского Свято-Андреевского скита в Санкт-Петербурге // Линтула: Материалы конференции IX Линтуловских чтений 2015 года. Сборник научных статей. Вып. 9. — СПб., 2016. — С. 6-11.
- Епископ Конрад Фрейфельд // Немцы в Санкт-Петербурге. Биографический аспект. XVIII—XX вв.: сборник статей. Российская академия наук, Музей антропологии и этнографии им. Петра Великого (Кунсткамера). — Санкт-Петербург, 2016. — С. 225—231.
- Благотворительная помощь Афонского Пантелеимонова монастыря российской армии в XIX — начале XX века // Социальное служение Православной церкви: Проблемы, практики, перспективы: материалы международной научно-практической конференции, 24-26 ноября 2016 г. — СПб. : Издательство Русской христианской гуманитарной академии, 2016. — 260 с. — С. 123—130
- Самая молодая обитель Санкт-Петербургской епархии — Константино-Еленинский женский монастырь // Мировой опыт традиционных религиозных организаций в борьбе с терроризмом. Материалы международной научной конференции. Сер. «Бюллетень Центра этнорелигиозных исследований» 2016. — С. 122—132.
- Князь Владимир как символ историкокультурного наследия россии для русской эмиграции 1920-х — 1930-х гг // Эпоха князя Владимира и развитие Российской государственности. Материалы всероссийской научно-практической конференции, посвященной 1000-летию с благоверной кончины князя Владимира. Под редакцией Ю. Ю. Иерусалимского. 2016. — С. 117—124.
- Афонские традиции Санкт-Петербурга и их возрождение в XXI веке // Религиозная ситуация на Северо-Западе: проблемы социокультурных идентичностей. материалы международной научной конференции. Сер. «Бюллетень Центра этнорелигиозных исследований» 2016. — С. 106—116.
- Русская православная церковь и религиозная политика нацистской Германии в годы Великой Отечественной войны 1941—1945 гг. // Свобода совести в России: исторический и современный аспекты. Вып. 12. Сборник статей. — СПб., 2016. — С. 25-36.
- Святая гора Афон в годы Второй мировой войны // Вестник церковной истории. 2016. — № 3/4. — С. 302—328.
- Подвижник духовного образования в русском зарубежье — архиепископ Дамиан (Говоров) // Люди и судьбы русского зарубежья. Вып. 3. — М., 2016. — С. 229—242.
- Свято-Троицкий Линтульский монастырь — общая святыня России и Финляндии // Смоляной путь. Альманах. Вып. 3. — СПб., 2016. — С. 5-9.
- Русская Никольская община Хельсинки в XX в. // Санкт-Петербург и страны Северной Европы. 2016. — Вып. 17 (1). — СПб., 2016. — С. 255—262.
- Русский Свято-Пантелеимонов монастырь // Русская история. 2016. — № 1-2. — С. 20-25.
- Русские общины в Османской империи (Турции) // История русского православного зарубежья. Т. 1. Русское православное зарубежье до 1917 г. Кн. 1. Русское православное присутствие на христианском Востоке. — М., 2016. — С. 158—172.
- Связи русского монашества Афона и Сербской Православной Церкви в 1920-е — 1930-е гг. // Рязанский богословский вестник. 2016. — № 1 (13). — С. 28-41.
- Одесское подворье Афонского Свято-Пантелеимоновского монастыря в 1876—1923 гг. // Одесские епархиальные ведомости. 2016. — № 3. — С. 35-40.
- Российская политика в отношении Афона в начале XX в. // Христианское чтение. 2016. — № 4. — С. 303—341.
- Оперативная разработка и репрессии советских органов государственной безопасности против религиозного течения «подгорновцев» («стефановцев») в 1930—1950-е гг. // Вестник Православного Свято-Тихоновского гуманитарного университета. Серия 2: История. История Русской Православной Церкви. 2017. — № 75. — С. 94-119. (в соавторстве Д. А. Веденеевым)
- Русская церковная эмиграция в Болгарии в 1920-е гг. // ХРОNОS. Церковно-исторический альманах. — Минск. 2017. — № 5. — С. 44-82.
- Последний год существования Прибалтийского экзархата в период Второй мировой войны // Православие в Балтии. Научно-аналитический журнал. — Рига. 2017. — № 6 (15). — С. 11-22.
- Всероссийский Поместный Собор 1917—1918 гг.: его значение в жизни Церкви в советский период // Христианское чтение. 2017. — № 6. — С. 228—241.
- Благотворительная деятельность русского афонского Свято-Пантелеимонова монастыря в XIX — начале XX в. // Христианское чтение. 2017. — № 1. — С. 319—350.
- Ленинградская духовная академия в период антирелигиозных гонений 1958—1964 гг, // Актуальные вопросы современного богословия и церковной науки. Материалы VIII международной научно-богословской конференции, посвященной 70-летию возрождения Санкт-Петербургской Духовной Академии: в 2-х частях. 2017. — C. 119—133.
- Санкт-Петербургское подворье Александро-Свирского монастыря в XX веке // Линтула. Материалы конференции Х Линтуловских чтений 2016 года. Научные редакторы: игуменья Илариона (Феоктистова), В. Б. Казарина. 2017. — C. 11-15.
- Санкт-Петербургское подворье Коневского Рождества Пресвятой Богородицы мужского монастыря на Загородном проспекте в XX веке // Линтула. Материалы конференции Х Линтуловских чтений 2016 года. — С. 6-10.
- Связи афонского Свято-Пантелеймоновского монастыря с русской эмиграцией в 1920—1930-х гг. // Вестник церковной истории. 2017. — № 1/2. — С. 153—178.
- Нацистская германия и православная церковь // Берегиня. 777. Сова: Общество. Политика. Экономика. 2017. — № 2 (33). — C. 101—116.
- Карульские старцы Феодосий и Никодим // Афонское наследие: Научный альманах. Вып. 5-6. — Киев-Чернигов, 2017. — С. 151—168.
- Angriff auf Religion und Kirche. Chruščev und die Russische Orthodoxe Kirche // Osteuropa. — Regensburg. 2017. — № 9-10. — S. 165—173.
- The ‘Renovationists’ and the Soviet State // Orthodox Christian Renewal Movements in Eastern Europe, Christianity and Renewal — Interdisciplinary Studies / A. Djurić Milovanović and R. Radić (eds.). — Cham, Switzerland: Palgrave Macmillan, 2017. — P. 67-76.
- Church Life in Macedonia during World War II // Occasional Papers on Religion in Eastern Europe. Skopje (Makedonia). 2017. Vol. 37: Iss. 4, Article 5. — P. 53-72.
- Планы советской монументальной пропаганду в отношении Дворцовой площади Петербурга и сопротивление им со стороны интеллигенции в 1918—1920-х гг. // Культура и власть в СССР. 1920—1950-е годы. М., 2017. — С. 272—282.
- Сохранение духовных традиций русской церковной эмиграцией в 1920—1930-е гг. // Вестник Ставропольской духовной семинарии. 2017. — № 1 (4). — С. 121—137.
- Связи русского монашества Афона и императорского православного палестинского общества // Святейший Синод в истории российской государственности. Сборник материалов Всероссийской научной конференции с международным участием. Сер. «Сборники Президентской библиотеки. Электронный архив» Научные редакторы С. Л. Фирсов, П. В. Фёдоров. 2017. — C. 522—531.
- Изучение подвига новомучеников и их почитание на северо-западе России в связи со 100-летием революции 1917 г. // Религиозная ситуация на Северо-Западе: ткань традиции и вектор конфессиональной эволюции. Бюллетень Центра этнорелигиозных исследований. Коллективная монография по материалам международной научной конференции. 2017. — C. 126—148.
- Тихвинский Богородичный Успенский монастырь в первые послереволюционные годы // Бюллетень Центра этнорелигиозных исследований. Санкт-Петербург, 2017. — C. 156—184.
  - Тихвинский Богородичный Успенский монастырь в первые послереволюционные годы // Христианское чтение. 2018. — № 6. — C. 211—222.
- Патриотическая деятельность русского монашества Афона в годы Первой мировой войны // Православный монастырский мир: история и современность. Материалы международной научно-практической конференции. под ред. Ю. Ю. Иерусалимского. 2017. — С. 415—431.
- Общины православных эстонцев на северо-западе России в 1917—1930-х гг // Православные эстонцы Петербурга. 1917: до и после. Материалы научно-просветительской конференции. 2017. — C. 33-54.
- Связи Афонского Свято-Пантелеймонова монастыря с русской эмиграцией в 1920—1930-х гг // Вестник церковной истории. 2017. — № 1-2 (45-46). — С. 153—178.
- Всероссийский поместный собор 1917—1918 гг.: его значение в жизни церкви в советский период // Христианское чтение. 2017. — № 6. — С. 228—241.
- Русские обители Афона в начале XX века // Русско-Византийский вестник. 2018. — № 1 (1). — С. 126—140.
- Антирелигиозные гонения 1958—1964 гг. в Ленинградской епархии и противостояние им митрополита Никодима (Ротова) // Вестник Исторического общества Санкт-Петербургской Духовной Академии. 2018. — № 2. — С. 19-33.
- Пастор Октав Симон и его служение в Стрельне и Ленинграде // Немцы в Санкт-Петербурге: Биографический аспект. XVIII—XX вв. — Вып. 11. — СПб., 2018. — С. 267—272.
- Служение в «катакомбах». Судьба иеромонаха Тихона (Зорина) // Странникъ. — Смоленск. 2018. — № 2. — С. 95-104.
- Миссионерская деятельность Русской Православной Церкви в XX веке // Ипатьевский вестник. Научно-богословский журнал. — Кострома. 2018. — № 6. — С. 71-85.
- Антирелигиозные репрессии и петербургские новомученики в 1930-е гг. // Материалы церковно-научной конференции «100-летие начала эпохи гонений на Русскую православную церковь» (Храм Христа Спасителя, г. Москва, 16 июня 2017 г.). — М. : Издательство Московской Патриархии Русской Православной Церкви, 2018. — 160 с. — С. 92-105
- Русские обители Афона в начале XX века // Русско-византийский вестник. 2018. — № 1. — С. 126—140.
- Русские общины в Греции, афонские монастыри и Элладская православная церковь // Проблемы истории Русского зарубежья: материалы и исследования. Вып. 3. — М., 2018. — С. 113—162.
- Деятельность митрополита Ленинградского и Новгородского Никодима (Ротова) по спасению Русского Афона // Христианское чтение. 2018. — № 4. — С. 201—213.
- Финская Линтула // Возвращение святыни. К освящению Линтульского Свято-Троицкого храма. — СПб., 2018. — С. 37-63.
- Служение митрополита Петроградского и Гдовского Вениамина в период работы Всероссийского Поместного Собора 1917—1918 гг. // Собор и соборность: К столетию начала новой эпохи. Материалы международной научной конференции 13-16 ноября 2017 г. / отв. ред. А. В. Анашкин. — М. : Издательство ПСТГУ, 2018. — 368 с. — ISBN 978-5-7429-1179-1 — С. 301—312
- Руско светогорско монаштво и Српска Православна Црква у првоj половини 20. века // Arheon: journal of the Archives of Vojvodina. Vol. 1, no. 1, 2018. — P. 163—174.
- Новый священномученик Санкт-Петербургских духовных школ протоиерей Христофор Варфоломеев // Вестник Исторического общества Санкт-Петербургской Духовной Академии. 2018. — № 2. — C. 68-76.
- Антирелигиозные гонения 1958—1964 гг. в Ленинградской епархии и противостояние им митрополита Никодима (Ротова) // Вестник Исторического общества Санкт-Петербургской Духовной Академии. 2018. — № 2. — C. 19-33.
- «Покажите народу лицо батюшки-мученика…»: жизненный путь протоиерея Владимира Рыбакова (1869—1834) // Вестник Исторического общества Санкт-Петербургской духовной академии. 2018. — № 1. — С. 65-74.
- Пензенский и петербургский новомученик протоиерей Павлин Смирнов // Нива Господня. Вестник Пензенской Духовной Семинарии. 2018. — № 3 (9). — C. 40-44.
- Священномученик митрополит ленинградский Серафим (Чичагов) // Нива Господня. Вестник Пензенской Духовной Семинарии. 2018. — № 2 (8). — C. 60-74.
- Служение протопресвитера Георгия Шавельского в Болгарии // Ежегодник Дома русского зарубежья имени Александра Солженицына. 2018. — № 8. — C. 152—162.
- Община Князь-Владимирского собора в годы Великой Отечественной войны // Вестник церковной истории. 2018. — № 1-2 (49-50). — C. 261—287.
- Подвиг мученичества и исповедничества Александро-Невского братства (по архивным документам 1930-х годов) // Свет Христов просвещает всех: Альманах Свято-Филаретовского православно-христианского института. 2018. — № 25. — C. 43-75.
- История Римско-Католической Церкви на Северо-Западе России в 1917—1941 гг. по документам петербургских архивов // Электронный научно-образовательный журнал «История». 2018. — T. 9. — Вып. 4 (68). Россия и Ватикан. — C. 5.1
- Скандинавское влияние на религиозную жизнь северо-запада россии в XVII—XX веках // Христианское чтение. 2018. — № 3. — C. 243—256.
- Новомученик епископ Тихвинский Антоний (Демянский) и борьба за сохранение тихвинского успенского монастыря в послереволюционные годы // Христианское чтение. 2018. — № 2. — C. 210—217.
- Столетие Александро-Невского братства: возрождение исторических традиций // Религиозная ситуация на Северо-Западе: традиционные религии/религиозные традиции. Бюллетень Центра этнорелигиозных исследований, 2018. — № 2 (10). — C. 160—168.
- Актуальные проблемы канонизации новомучеников русской православной церкви // Актуальные вопросы современного богословия и церковной науки. Материалы IX международной научно-богословской конференции, посвященной 100-летию начала мученического и исповеднического подвига Русской Православной Церкви. 2018. — C. 8-14.
- Церковная жизнь Петрограда в период работы Всероссийского поместного собора 1917—1918 годов // Взгляд через столетие. Октябрьская революция 1917 года и ее последствия в истории религиозной жизни России и Финляндии. Материалы международной научной конференции. Константино-Еленинский женский монастырь Санкт-Петербургской епархии Русской Православной Церкви; Российский государственный гидрометеорологический университет; Научный архив Российской академии художеств. 2018. — C. 59-75.
- Петроградская епархия в 1917—1918 гг.: опыт и уроки противостояния антирелигиозным гонениям // VI Валаамские образовательные чтения. Материалы конференции к столетию революции в России. 2018. — C. 33-47.
- Трагическая судьба Николо-Беседного монастыря Тихвина в XX веке // XI Линтуловские чтения. Константино-Еленинский женский монастырь Санкт-Петербургской епархии Научный архив Центра научных учреждений Российской академии художеств. 2018. — C. 19-22.
- Празднование 1000-летия Афона в 1963 г. и его значение // Русско-византийский вестник. 2019. — № 1. — С. 9-16.
- Помощь Сербской Православной Церкви русскому монашеству Афона в 1920—1930-е годы // Христианское чтение. 2019. — № 2. — С. 167—177.
- Участие русского монашества в возобновление храма свт. Николая Чудотворца в Мирах Ликийских // Барградский сборник. № 1. — Москва-Бари, 2019. — С. 99-110.
- Труды митрополита Елевферия (Воронцова) по созданию автокефальной чехословацкой православной церкви // Вопросы теологии. 2019. — Т. 1. — № 4. — C. 541—575.
- Новомученики Путиловского храма Санкт-Петербурга // Актуальные вопросы церковной науки. 2019. — № 2. — C. 65-78.
- Празднование тысячелетия Афона в 1963 году и его значение // Русско-Византийский вестник. 2019. — № 1 (2). — C. 9-16.
- Экономическая деятельность и материальное положение русского Свято-Пантелеймоновского монастыря на Афоне в 1910—1930-х гг. // Вестник церковной истории. 2019. — № 1-2 (53-54). — C. 228—260.
- Община преображенского собора Ленинграда в 1941—1945 гг // Христианское чтение. 2019. — № 3. — C. 215—226.
- Помощь Сербской Православной Церкви русскому монашеству Афона в 1920—1930-е годы // Христианское чтение. 2019. — № 2. — C. 167—177.
- Тихвинский Введенский женский монастырь в XX веке // ЛИНТУЛА. Сборник научных статей. Материалы научной конференции XII Линтуловских чтений 2018 года. 2019. — C. 12-16.
- Патриотическая деятельность духовенства блокадного Ленинграда и его значение в настоящее время // Религия в постсекулярном мире. Монография. Материалы Международной научной конференции. (Спецвыпуск). Сер. «Бюллетень Центра этнорелигиозных исследований» / Отв. редакторы А. М. Прилуцкий, А. А. Пелин, протоиерей. 2019. — C. 122—131.
- Столетие Александро-Невского братства // Духовные доминанты Невского края на службе российской государственности. Сборник статей по материалам научно-практических и историко-краеведческих конференций и семинаров, прошедших в период с 2015 по 2018 годы. — Санкт-Петербург, 2019. — C. 86-103.
- Деятельность богословско-пастырского училища в здании исидоровской церкви в 1920-е гг. // Наследие священномученика Платона, епископа Ревельского. к 150-летию со дня рождения, к 100-летию мученического подвига священномученика Платона, епископа Ревельского (протоиерея Павла Кульбуша): материалы научно-просветительской конференции. Составитель и редактор протоиерей Константин Костромин. 2019. — C. 19-37.
- Судьба мощей святого князя Александра Невского в XVIII—XX веках // Палеоросия. Древняя Русь: во времени, в личностях, в идеях. 2020. — № 1 (12). — C. 247—255.
- Храм Преображения Господня в районе Лигово в советский период // Вестник Исторического общества Санкт-Петербургской Духовной Академии. 2020. — № 1 (4). — C. 46-61.
- Движение «непоминающих» в Костромской епархии // Ипатьевский вестник. 2020. — № 1 (9). — C. 43-48.
- Русский монастырь преподобного Иова Почаевского в Словакии в годы Второй мировой войны // Вестник церковной истории. 2020. — № 1/2 (57/58). — C. 183—224.
- Возрождение духовных школ северной столицы в середине 1940-х гг. // Актуальные вопросы церковной науки. - 2020. - № 2. - С. 213-220.
- «Преображенские дела» 1930—1931 гг // Христианское чтение. 2020. — № 6. — C. 198—218.
- Нелегальная деятельность Александро-Невского братства в 1925—1932 гг // Христианское чтение. 2020. — № 2. — C. 187—207.
- Единоверческие общины Санкт-Петербурга (Ленинграда) в 1900-е — 1930-е гг // Христианское чтение. 2020. — № 1. — C. 153—173.
- Спасо-Преображенский Валаамский монастырь в годы Второй мировой войны // VII Валаамские образовательные чтения «Богоизбранная обитель»: к 30-летию возрождения монашеской жизни на Валааме. Материалы международной конференции. 2020. — C. 182—193.

- Алексий (Буй) // Православная энциклопедия. — М., 2000. — Т. I : А — Алексий Студит. — С. 661. — 40 000 экз. — ISBN 5-89572-006-4.
- Ангелина (Сергеева) // Православная энциклопедия. — М., 2001. — Т. II : Алексий, человек Божий — Анфим Анхиальский. — С. 295-296. — 40 000 экз. — ISBN 5-89572-007-2.
- Белавский Петр Иванович // Православная энциклопедия. — М., 2002. — Т. IV : Афанасий — Бессмертие. — С. 466-467. — 39 000 экз. — ISBN 5-89572-009-9.
- Белков Евгений Христофорович // Православная энциклопедия. — М., 2002. — Т. IV : Афанасий — Бессмертие. — С. 525-526. — 39 000 экз. — ISBN 5-89572-009-9.
- Богоявленский Леонид Константинович // Православная энциклопедия. — М., 2002. — Т. V : Бессонов — Бонвеч. — С. 556-557. — 39 000 экз. — ISBN 5-89572-010-2.
- Буевцы // Православная энциклопедия. — М., 2003. — Т. VI : Бондаренко — Варфоломей Эдесский[англ.]. — С. 324-325. — 39 000 экз. — ISBN 5-89572-010-2.
- Быстреевский Константин Андреевич // Православная энциклопедия. — М., 2003. — Т. VI : Бондаренко — Варфоломей Эдесский[англ.]. — С. 411-412. — 39 000 экз. — ISBN 5-89572-010-2.
- Валерий (Рудич) // Православная энциклопедия. — М., 2003. — Т. VI : Бондаренко — Варфоломей Эдесский[англ.]. — С. 528. — 39 000 экз. — ISBN 5-89572-010-2. (в соавторстве В. В. Марковчиным)
- Варлаам (Лазаренко) // Православная энциклопедия. — М., 2003. — Т. VI : Бондаренко — Варфоломей Эдесский[англ.]. — С. 593-594. — 39 000 экз. — ISBN 5-89572-010-2.
- Варлаам (Ряшенцев) // Православная энциклопедия. — М., 2003. — Т. VI : Бондаренко — Варфоломей Эдесский[англ.]. — С. 598-600. — 39 000 экз. — ISBN 5-89572-010-2.
- Варсонофий (Вихвелин) // Православная энциклопедия. — М., 2003. — Т. VI : Бондаренко — Варфоломей Эдесский[англ.]. — С. 679. — 39 000 экз. — ISBN 5-89572-010-2. (в соавторстве с А. Е. Колесником)
- Василий (Докторов) // Православная энциклопедия. — М., 2004. — Т. VII : Варшавская епархия — Веротерпимость. — С. 79-80. — 39 000 экз. — ISBN 5-89572-010-2.
- Введенский Александр Иванович // Православная энциклопедия. — М., 2004. — Т. VII : Варшавская епархия — Веротерпимость. — С. 349—352. — 39 000 экз. — ISBN 5-89572-010-2. (совместно с Г. Л. Орехановым)
- Венедикт (Плотников) // Православная энциклопедия. — М., 2004. — Т. VII : Варшавская епархия — Веротерпимость. — С. 580-582. — 39 000 экз. — ISBN 5-89572-010-2. (в соавторстве с Ж. Р. Багдасаровой)
- Верюжский Василий Максимович // Православная энциклопедия. — М., 2004. — Т. VIII : Вероучение — Владимиро-Волынская епархия. — С. 30-31. — 39 000 экз. — ISBN 5-89572-014-5.
- Виктор (Островидов) // Православная энциклопедия. — М., 2004. — Т. VIII : Вероучение — Владимиро-Волынская епархия. — С. 428-432. — 39 000 экз. — ISBN 5-89572-014-5. (часть статьи)
- Викторин Михайлович Добронравов // Православная энциклопедия. — М., 2004. — Т. VIII : Вероучение — Владимиро-Волынская епархия. — С. 445-446. — 39 000 экз. — ISBN 5-89572-014-5.
- Владимир (Кобец) // Православная энциклопедия. — М., 2004. — Т. VIII : Вероучение — Владимиро-Волынская епархия. — С. 652-653. — 39 000 экз. — ISBN 5-89572-014-5.
- Воскресения Господня мужской монастырь (Макариева пустынь) // Православная энциклопедия. — М., 2005. — Т. IX : Владимирская икона Божией Матери — Второе пришествие. — С. 439—440. — 39 000 экз. — ISBN 5-89572-015-3.
- Гавриил (Красновский) // Православная энциклопедия. — М., 2005. — Т. X : Второзаконие — Георгий. — С. 221—222. — 39 000 экз. — ISBN 5-89572-016-1. (совместно с Н. Ю. Васильевой)
- Геннадий (Туберозов) // Православная энциклопедия. — М., 2005. — Т. X : Второзаконие — Георгий. — С. 609—611. — 39 000 экз. — ISBN 5-89572-016-1. (совместно с Н. Ю. Васильевой и А. К. Галкиным).
- Гавриил (Воеводин) // Православная энциклопедия. — М., 2005. — Т. X : Второзаконие — Георгий. — С. 212—213. — 39 000 экз. — ISBN 5-89572-016-1. (совместно с Н. Ю. Васильевой и А. К. Галкиным).
- Георгий Никитич Никитин // Православная энциклопедия. — М., 2006. — Т. XI : Георгий — Гомар. — С. 10. — 39 000 экз. — ISBN 5-89572-017-X.
- Гавриил (Петров), митрополит : [арх. 21 октября 2022] // Восьмеричный путь — Германцы. — М. : Большая российская энциклопедия, 2006. — С. 233. — (Большая российская энциклопедия : [в 35 т.] / гл. ред. Ю. С. Осипов ; 2004—2017, т. 6). — ISBN 5-85270-335-4.
- Герман (Ряшенцев) // Православная энциклопедия. — М., 2006. — Т. XI : Георгий — Гомар. — С. 226—227. — 39 000 экз. — ISBN 5-89572-017-X.
- Гитлер // Православная энциклопедия. — М., 2006. — Т. XI : Георгий — Гомар. — С. 523—528. — 39 000 экз. — ISBN 5-89572-017-X. (совместно с А. Н. Казакевич)
- Григорий (Лебедев) // Православная энциклопедия. — М., 2006. — Т. XII : Гомельская и Жлобинская епархия — Григорий Пакуриан. — С. 543—545. — 39 000 экз. — ISBN 5-89572-017-X. (совместно с А. К. Галкиным)
- Иванович Поспелов Поспелов // Православная энциклопедия. — М., 2006. — Т. XII : Гомельская и Жлобинская епархия — Григорий Пакуриан. — С. 547—548. — 39 000 экз. — ISBN 5-89572-017-X.
- Григорий (Чуков), митрополит : [арх. 15 июня 2024] // Гермафродит — Григорьев. — М. : Большая российская энциклопедия, 2007. — С. 748. — (Большая российская энциклопедия : [в 35 т.] / гл. ред. Ю. С. Осипов ; 2004—2017, т. 7). — ISBN 978-5-85270-337-8.
- Григорий (Постников), митрополит : [арх. 21 октября 2022] // Гермафродит — Григорьев. — М. : Большая российская энциклопедия, 2007. — С. 748. — (Большая российская энциклопедия : [в 35 т.] / гл. ред. Ю. С. Осипов ; 2004—2017, т. 7). — ISBN 978-5-85270-337-8.
- Даниил (Юзвьюк) // Православная энциклопедия. — М., 2007. — Т. XIV : Даниил — Димитрий. — С. 91-92. — 39 000 экз. — ISBN 978-5-89572-024-0. (совместно со свящ. Феодором Кривоносом).
- Димитрий (Любимов) // Православная энциклопедия. — М., 2007. — Т. XV : Димитрий — Дополнения к „Актам Историческим“. — С. 83-86. — 39 000 экз. — ISBN 978-5-89572-026-4.
- Ермоген (Максимов) // Православная энциклопедия. — М., 2008. — Т. XVIII : Египет древний — Эфес. — С. 660—663. — 39 000 экз. — ISBN 978-5-89572-032-5.
- Елевферий (Воронцов) // Православная энциклопедия. — М., 2008. — Т. XVIII : Египет древний — Эфес. — С. 282—286. — 39 000 экз. — ISBN 978-5-89572-032-5. (совместно с В. В. Бурегой).
- Жураковский Анатолий // Православная энциклопедия. — М., 2008. — Т. XIX : Ефесянам послание — Зверев. — С. 387—388. — 39 000 экз. — ISBN 978-5-89572-034-9.
- Катакомбное движение : [арх. 18 октября 2022] // Меотская археологическая культура — Монголо-татарское нашествие. — М. : Большая российская энциклопедия, 2012. — С. 308. — (Большая российская энциклопедия : [в 35 т.] / гл. ред. Ю. С. Осипов ; 2004—2017, т. 20). — ISBN 978-5-85270-354-5.4
- Игнатий (Бирюков) // Православная энциклопедия. — М., 2009. — Т. XXI : Иверская икона Божией матери — Икиматарий. — С. 109-110. — 39 000 экз. — ISBN 978-5-89572-038-7. (в соавторстве с игуменом Дамаскином (Орловским)
- Иерофей (Афонин) // Православная энциклопедия. — М., 2009. — Т. XXI : Иверская икона Божией матери — Икиматарий. — С. 385-390. — 39 000 экз. — ISBN 978-5-89572-038-7. (в соавторстве с Н. П. Зиминой)
- Иерофей (Померанцев) // Православная энциклопедия. — М., 2009. — Т. XXI : Иверская икона Божией матери — Икиматарий. — С. 391-392. — 39 000 экз. — ISBN 978-5-89572-038-7. (в соавторстве с Е. В. Липаковым)
- Иларион (Бельский) // Православная энциклопедия. — М., 2009. — Т. XXII : Икона — Иннокентий. — С. 165-166. — 39 000 экз. — ISBN 978-5-89572-040-0.
- Иннокентий (Тихонов) // Православная энциклопедия. — М., 2010. — Т. XXIII : Иннокентий — Иоанн Влах. — С. 26-27. — 39 000 экз. — ISBN 978-5-89572-042-4.
- Иоанн (Вендланд) // Православная энциклопедия. — М., 2010. — Т. XXIII : Иннокентий — Иоанн Влах. — С. 385-387. — 39 000 экз. — ISBN 978-5-89572-042-4.
- Иоанн Георгиевич Стеблин-Каменский // Православная энциклопедия. — М., 2010. — Т. XXIII : Иннокентий — Иоанн Влах. — С. 305-307. — 39 000 экз. — ISBN 978-5-89572-042-4.
- Иоанн (Гарклавс) // Православная энциклопедия. — М., 2010. — Т. XXIII : Иннокентий — Иоанн Влах. — С. 400-401. — 39 000 экз. — ISBN 978-5-89572-042-4. (в соавторстве с А. В. Гаврилиным)
- Иоанн (Иванов) // Православная энциклопедия. — М., 2010. — Т. XXIII : Иннокентий — Иоанн Влах. — С. 406-407. — 39 000 экз. — ISBN 978-5-89572-042-4.
- Иоанн (Лёгкий) // Православная энциклопедия. — М., 2010. — Т. XXIII : Иннокентий — Иоанн Влах. — С. 418-419. — 39 000 экз. — ISBN 978-5-89572-042-4. (в соавторстве с А. В. Гаврилиным)
- Иоанн (Снычёв) // Православная энциклопедия. — М., 2010. — Т. XXIII : Иннокентий — Иоанн Влах. — С. 443-446. — 39 000 экз. — ISBN 978-5-89572-042-4.
- Иоасаф (Журманов) // Православная энциклопедия. — М., 2011. — Т. XXV : Иоанна деяния — Иосиф Шумлянский. — С. 190-191. — 39 000 экз. — ISBN 978-5-89572-046-2. (в соавторстве И. А. Маякова)
- Иоасаф (Попов) // Православная энциклопедия. — М., 2011. — Т. XXV : Иоанна деяния — Иосиф Шумлянский. — С. 204. — 39 000 экз. — ISBN 978-5-89572-046-2.
- Иосиф (Петровых) // Православная энциклопедия. — М., 2011. — Т. XXV : Иоанна деяния — Иосиф Шумлянский. — С. 649-653. — 39 000 экз. — ISBN 978-5-89572-046-2.
- Иосифлянство // Православная энциклопедия. — М., 2011. — Т. XXVI : Иосиф I Галисиот — Исаак Сирин. — С. 85-91. — 39 000 экз. — ISBN 978-5-89572-048-6.
- Катакомбное движение // Православная энциклопедия. — М., 2013. — Т. XXXI : Каракалла — Катехизация. — С. 643-650. — 33 000 экз. — ISBN 978-5-89572-031-8. (в соавторстве с А. Л. Бегловым)
- Кибардин Алексий Алексеевич // Православная энциклопедия. — М., 2013. — Т. XXXII : Катехизис — Киево-Печерская икона „Успение Пресвятой Богородицы“. — С. 630-631. — 33 000 экз. — ISBN 978-5-89572-035-6.
- Никодим (Ротов) : [арх. 19 октября 2022] // Нанонаука — Николай Кавасила [Электронный ресурс]. — 2013. — С. 730—731. — (Большая российская энциклопедия : [в 35 т.] / гл. ред. Ю. С. Осипов ; 2004—2017, т. 22). — ISBN 978-5-85270-358-3.
- Кира Ивановна Оболенская // Православная энциклопедия. — М., 2014. — Т. XXXIV : Кипрская православная церковь — Кирион, Вассиан, Агафон и Моисей. — С. 79-80. — 33 000 экз. — ISBN 978-5-89572-039-4.
- Копорское викариатство // Православная энциклопедия. — М., 2015. — Т. XXXVII : Константин — Корин. — С. 509. — 33 000 экз. — ISBN 978-5-89572-045-5.
- Красницкий Владимир Дмитриевич // Православная энциклопедия. — М., 2015. — Т. XXXVIII : Коринф — Крискентия. — С. 403-407. — 33 000 экз. — ISBN 978-5-89572-029-5.
- Лев (Егоров) // Православная энциклопедия. — М., 2015. — Т. XL : Лангтон — Ливан. — С. 214-217. — 33 000 экз. — ISBN 978-5-89572-033-2.
- Ленин // Православная энциклопедия. — М., 2015. — Т. XL : Лангтон — Ливан. — С. 396-414. — 33 000 экз. — ISBN 978-5-89572-033-2.
- Ленинградская область // Православная энциклопедия. — М., 2015. — Т. XL : Лангтон — Ливан. — С. 414-435. — 33 000 экз. — ISBN 978-5-89572-033-2. (часть статьи)
- Леонид (Поляков) // Православная энциклопедия. — М., 2015. — Т. XL : Лангтон — Ливан. — С. 478-479. — 33 000 экз. — ISBN 978-5-89572-033-2.
- Максим (Жижиленко) // Православная энциклопедия. — М., 2016. — Т. XLIII : Максим — Маркелл I. — С. 22-23. — 30 000 экз. — ISBN 978-5-89572-049-3.
- Мануил (Лемешевский) // Православная энциклопедия. — М., 2016. — Т. XLIII : Максим — Маркелл I. — С. 379-383. — 30 000 экз. — ISBN 978-5-89572-049-3.
- Мануил (Павлов) // Православная энциклопедия. — М., 2016. — Т. XLIII : Максим — Маркелл I. — С. 383-384. — 30 000 экз. — ISBN 978-5-89572-049-3.
- Мелитон (Соловьёв) // Православная энциклопедия. — М., 2016. — Т. XLIV : Маркелл II — Меркурий и Паисий. — С. 614-615. — 30 000 экз. — ISBN 978-5-89572-051-6.
- Михаил (Чуб) // Православная энциклопедия. — М., 2017. — Т. XLV : Мерри Дель Валь — Михаил Парехели. — С. 663-666. — 39 000 экз. — ISBN 978-5-89572-052-3.
- Михей (Хархаров) // Православная энциклопедия. — М., 2017. — Т. XLVI : Михаил Пселл — Мопсуестия. — С. 105-107. — 36 000 экз. — ISBN 978-5-89572-053-0.
- Нектарий (Трезвинский) // Православная энциклопедия. — М., 2017. — Т. XLVIII : Муромский в честь Успения Пресвятой Богородицы мужской монастырь — Непал. — С. 603-604. — 30 000 экз. — ISBN 978-5-89572-055-4.
- Никон (Фомичёв) // Православная энциклопедия. — М., 2018. — Т. LI : Никон — Ноилмара. — С. 25-26. — 39 000 экз. — ISBN 978-5-89572-058-5.
- Онуфрий (Гагалюк) // Православная энциклопедия. — М., 2018. — Т. LII : Ной — Онуфрий. — С. 745-747. — 39 000 экз. — ISBN 978-5-8957-2059-2.